# Ferrocarril de Xina
El Ferrocarril de la Xina, el transport ferroviari és un mitjà important de transport de llarga distància a la Xina. El 2021, el país en tenia més de 150.000 km [a] de ferrocarrils, la segona xarxa més llarga del món. A finals de 2021, la Xina tenia més de 40.000 km de tren d' alta velocitat, la més llarga del món.
Gairebé totes les operacions ferroviàries les gestiona la China State Railway Group Company, Limited, una empresa de propietat estatal creada el març de 2013 (com a China Railway Corporation) després de la dissolució del Ministeri de Ferrocarrils. Es va convertir en societat anònima i va passar sota el control del Ministeri d'Hisenda el juny de 2019.
Els ferrocarrils de la Xina són els més concorreguts del món. El 2019, els ferrocarrils de la Xina van oferir 3.660 milions de viatges de passatgers i van transportar 4.389 milions de tones de mercaderies, generant 3.018 milions de tones-quilòmetres de càrrega. La facturació del trànsit de mercaderies s'ha multiplicat per més de cinc durant el període 1980-2013 i la facturació del trànsit de passatgers s'ha multiplicat per més de set durant el mateix període. Durant els cinc anys 2016-2020, la xarxa ferroviària de la Xina va gestionar 14.900 milions de viatges de passatgers, 9.000 milions dels quals es van completar amb trens bala i els 5.900 milions restants amb ferrocarril convencional. Les tres xifres van augmentar un 41 per cent (de 10.600 a 14.900 milions), un 152 per cent (de 3.600 a 9.000 milions) i van disminuir un 16 per cent (de 7 a 5.900 milions) respecte a les durant el període del 12è Pla Quinquennal, respectivament.
Impulsada per la necessitat d'augmentar la capacitat de transport de mercaderies, la xarxa ferroviària s'ha expandit amb un pressupost de 130.400 milions de dòlars per a la inversió ferroviària el 2014 i té un pla a llarg termini per ampliar la xarxa fins a 274.000 km . per al 2050. La Xina en va construir 9.000 km de nou ferrocarril el 2015.

## Història

### Dinastia Qing (1876–1911)

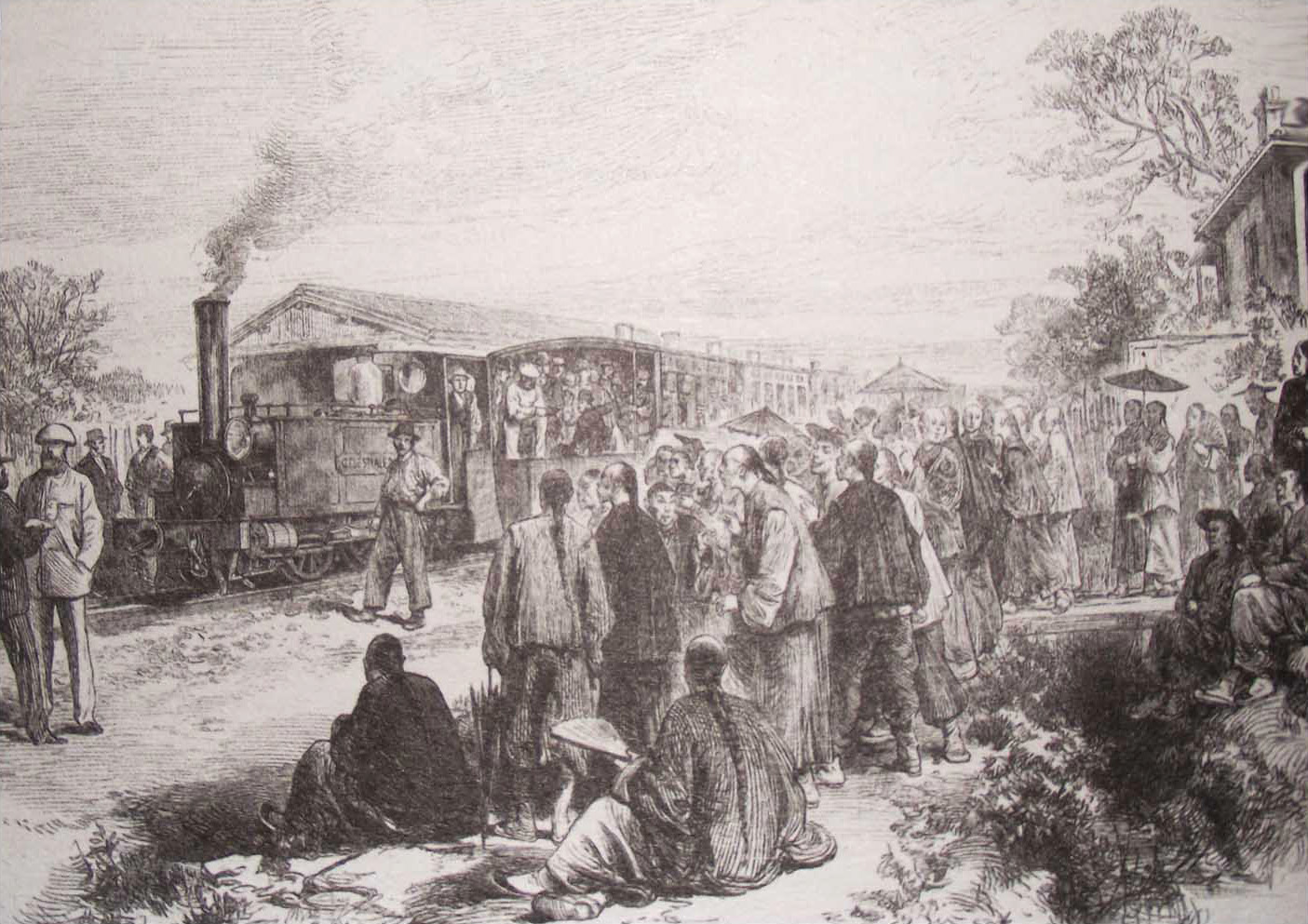
L'obertura de l'efímera carretera de Woosung, el primer ferrocarril de la Xina, entre Xangai i Wusong el 1876.

La primera via de ferrocarril registrada a la Xina va ser una línia de demostració d'ample en miniatura de 600 metres de llarg que un comerciant britànic va muntar fora de la porta de la ciutat de Xuanwumen a Pequín el 1865 per demostrar la tecnologia ferroviària. El govern de Qing no estava interessat i va fer desmantellar la línia. El primer ferrocarril que va entrar en servei comercial va ser el Woosung Railway, a 9 ¼ milles (14 km) ferrocarril de Xangai a Woosung (l'actual districte de Baoshan de Xangai) que es va obrir el 1876. Aquest també va ser construït pels britànics, sense l'aprovació del govern Qing, que va fer desmantellar la línia un any després. Fins a la derrota de la Xina a la Primera Guerra sino-japonesa, el govern es va mantenir hostil a la construcció de ferrocarrils. A partir de 1895, el govern va començar a concedir concessions ferroviàries als estrangers i va permetre la connexió directa amb la capital Pequín.
El 1911, n'hi havia uns 9.000 km de ferrocarrils a la Xina, la majoria dissenyats, construïts, propietat i operats per empreses estrangeres. Això encara estava molt per darrere del món industrialitzat, els Estats Units en tenien aproximadament 380.000 km de ferrocarril en aquell moment. El primer ferrocarril dissenyat i construït pels xinesos va ser el ferrocarril Beijing-Zhangjiakou construït entre 1905 i 1909, una feina difícil a causa del terreny muntanyós. L'enginyer en cap d'aquest ferrocarril va ser Zhan Tianyou, conegut com el Pare del Ferrocarril de la Xina.

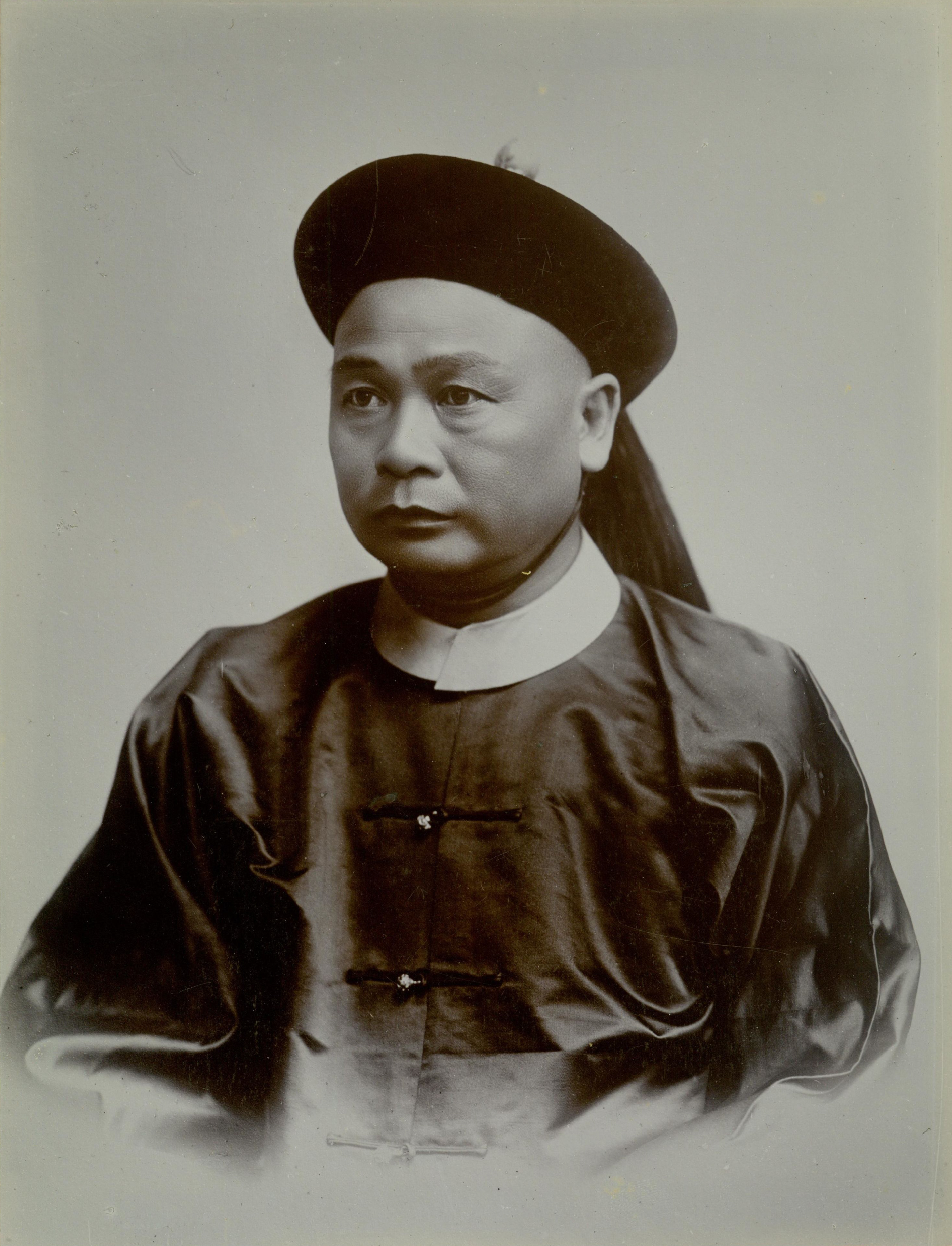
Zhan Tianyou, el "pare dels ferrocarrils de la Xina"

### República de la Xina al període continental (1912-1949)

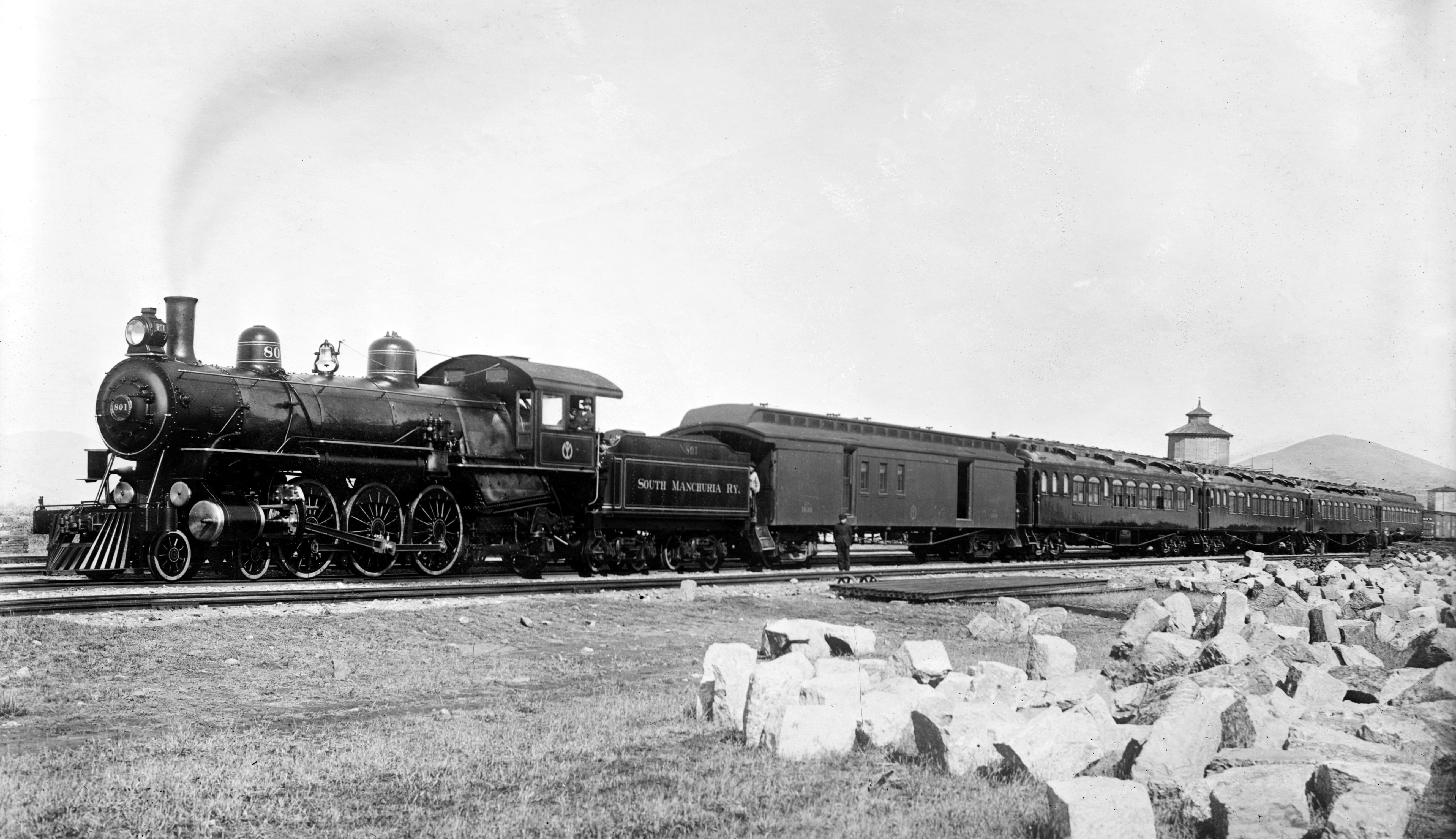
Un tren amb una locomotora de fabricació nord- americana al ferrocarril de Manxúria del Sud al nord-est de la Xina.

Durant l'era de la República de la Xina des de 1912 fins a 1949, el desenvolupament de la xarxa ferroviària a la Xina es va alentir a causa de les repetides guerres civils i la invasió del Japó a la Segona Guerra Sino-japonesa. Una de les poques excepcions va ser al nord-est de la Xina (Manxúria). Els russos van obrir el ferrocarril oriental xinès el 1901; després de la guerra russo-japonesa (1904–1905), els japonesos van aconseguir el control de la porció del ferrocarril oriental xinès al sud de Changchun, utilitzant-lo per crear la Companyia de Ferrocarrils de Manxúria del Sud (SMR) el 1906; Sovint es va anomenar aquesta empresa com "la Companyia de les Índies Orientals del Japó a la Xina" a causa de la seva àmplia influència en la situació política i econòmica de Manxúria. Durant el regnat dels senyors de la guerra Fengtians des de 1912 fins a 1931, es van formar nombroses companyies ferroviàries de propietat privada. Part de la inversió ferroviària a finals dels anys trenta va ser finançada per la Corporació Financera per al Desenvolupament de la Xina.
Després que els japonesos escenifiquessin l'incident de Mukden el 18 de setembre de 1931 com a pretext per envair Manxúria i l'establiment posterior d'un estat titella anomenat " Manchukuo ", els ferrocarrils privats van ser nacionalitzats i es van fusionar per formar el Ferrocarril Nacional de Manchukuo (MNR). El 1935, els japonesos van comprar la part nord del ferrocarril oriental de la Xina a la Unió Soviètica i la van fusionar amb el MNR. A més de l'MNR i l'SMR, es van establir diverses companyies ferroviàries a les parts de la Xina ocupades pels japonesos, com ara la North China Transportation Company, el Central China Railway i el East Manchuria Railway. El 1945, just després de la Segona Guerra Sino-japonesa, hi havia 27.000 km de ferrocarril, dels quals gairebé la meitat - 13.000 km - es trobava a Manxúria.

### República Popular de la Xina (1949–)

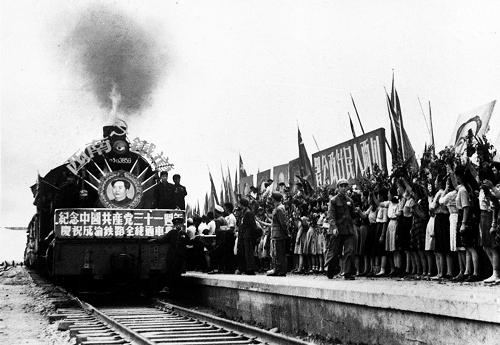
La cerimònia d'obertura del ferrocarril Chengdu-Chongqing el 1953. El ferrocarril de Chengyu va ser el primer ferrocarril construït després de la fundació de la República Popular de la Xina el 1949.

Després de l'establiment de la República Popular de la Xina, el nou govern de Mao Zedong va invertir molt en la xarxa ferroviària. Des dels anys 50 fins als 70, les línies, especialment les de l'oest de la Xina, es van ampliar. Un exemple és el 1900 km de ferrocarril de Lanzhou a Ürümchi, que es va construir entre 1952 i 1962. Al sud-oest de la Xina, on predomina el terreny difícil, es van construir diversos ferrocarrils de muntanya, com el ferrocarril Baoji-Chengdu, construït a la dècada de 1950, i el ferrocarril de Chengkun, construït a la dècada de 1970. El ferrocarril cap al Tibet, un dels més alts del món, es va acabar finalment i es va obrir al públic el 2006. Avui dia, totes les entitats a nivell de província de la Xina, a excepció de Macau, estan connectades a la xarxa ferroviària.

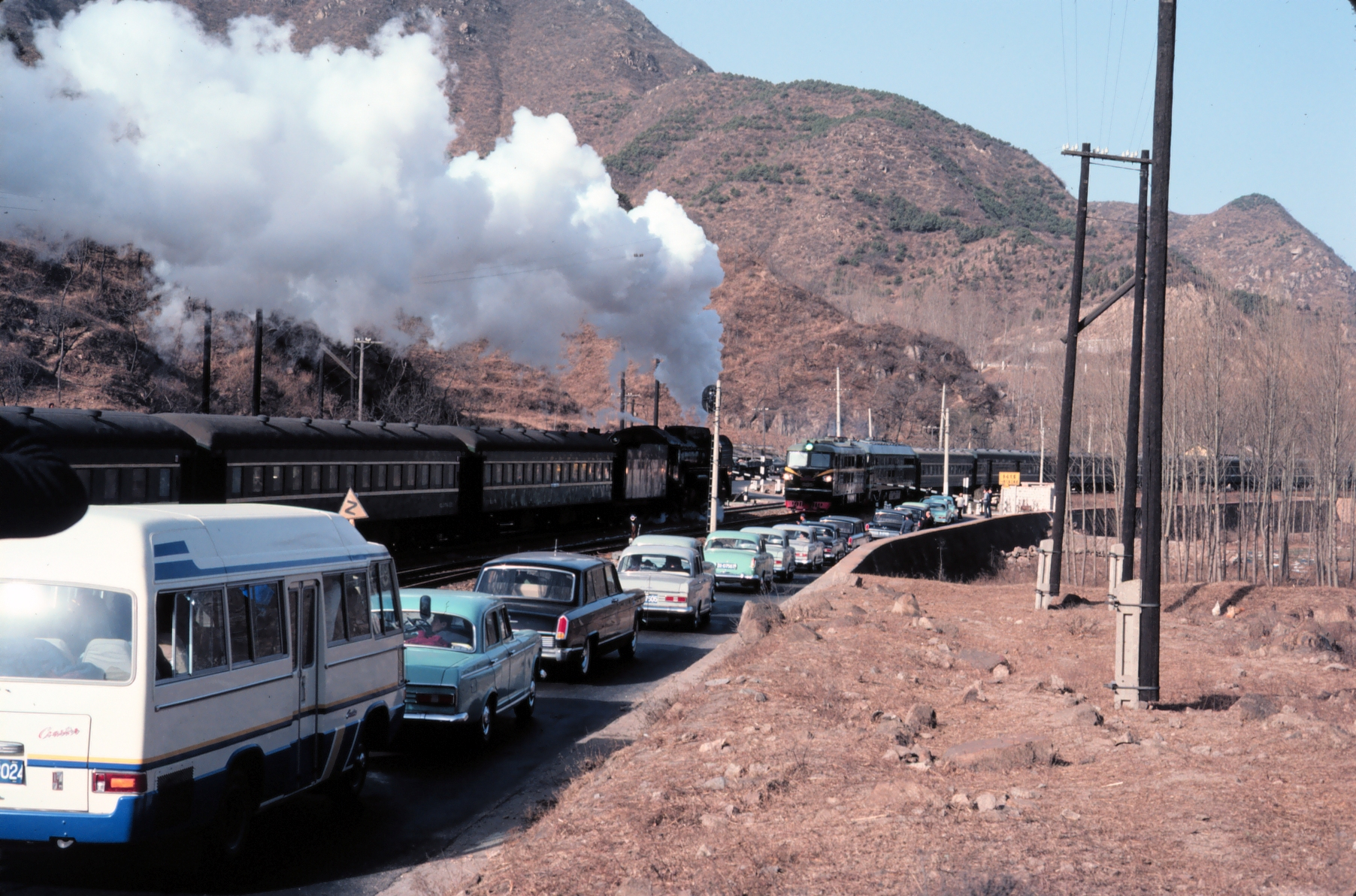
Una locomotora de vapor i una locomotora dièsel prop de la Gran Muralla de Badaling a Pequín el 1979.

La xarxa ferroviària xinesa no només ha crescut en grandària des de 1949, sinó que també ha experimentat grans avenços tecnològics. Abans de la dècada de 1980, la majoria dels ferrocarrils funcionaven amb vapor. La primera locomotora dièsel de la Xina, la Dongfeng, es va presentar el 1958 i el seu primer model de producció dièsel, la DF4, es va presentar el 1969. No obstant això, els primers esforços de diéselització es van veure alentits per problemes amb els primers DF4 i la producció de locomotores de vapor va continuar fins a finals dels anys vuitanta. Durant les dècades de 1980 i 90, les locomotores dièsel i elèctriques van substituir les màquines de vapor de les línies principals. Tanmateix, les locomotores de vapor no es van retirar d'alguns ferrocarrils provincials fins al segle XXI. El desembre de 2005, l'últim tren de vapor de línia principal d'ingressos regulars del món va acabar el seu viatge al ferrocarril de Jitong, marcant el final de l'era del vapor. No obstant això, encara hi ha algunes locomotores de vapor utilitzades en els ferrocarrils industrials de la Xina.

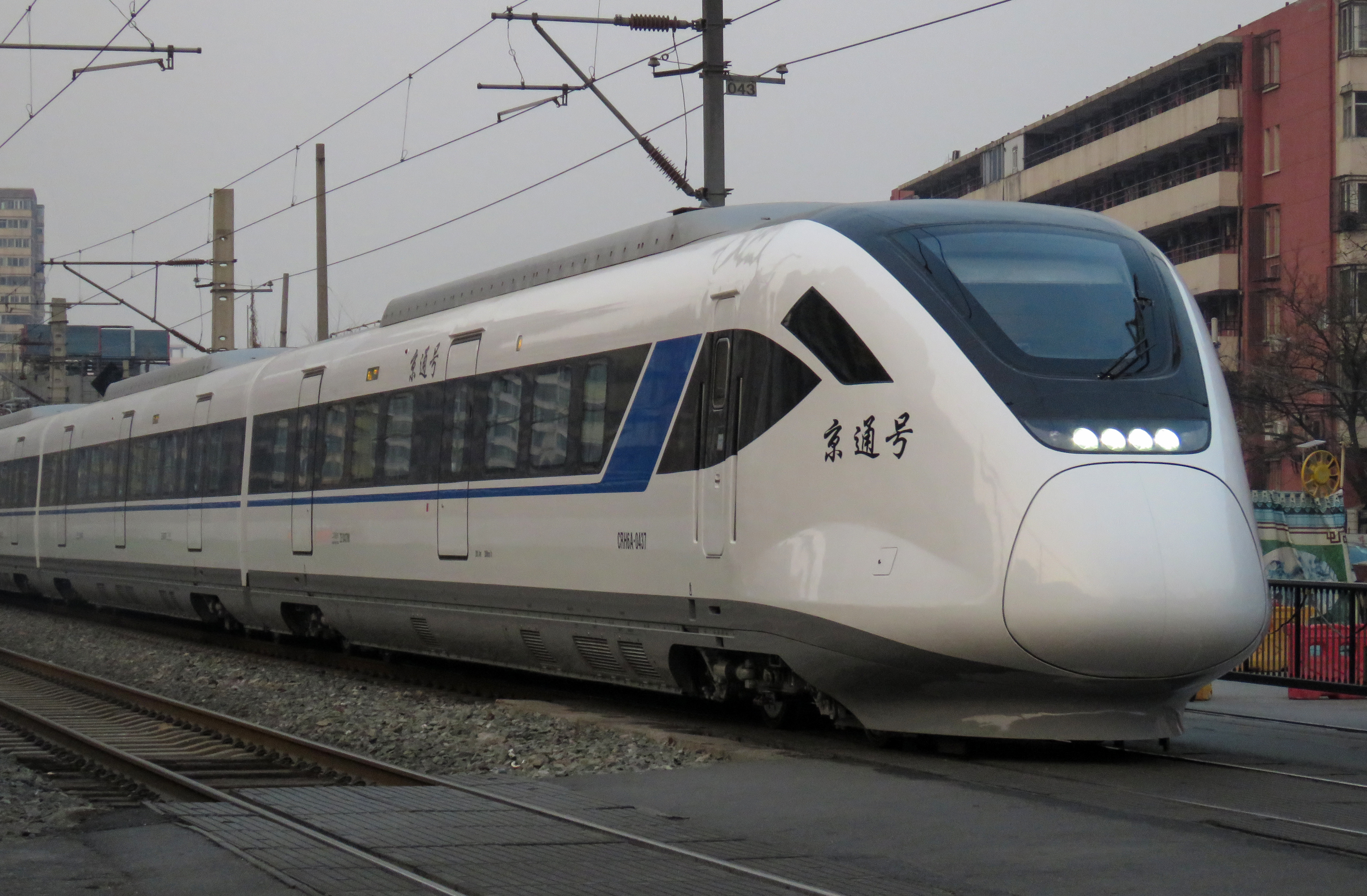
China Railway CRH6 que actualment circula per la mateixa línia prop de Badaling

Del 1990 al 2001, de mitjana uns 1.092 km de nous ferrocarrils, 837 km de via múltiple, i 962 km de ferrocarrils electrificats es van obrir al trànsit anualment. A finals de 2004, els ferrocarrils en funcionament arribaven als 74.200 km, inclosos 24.100 km de via múltiple i 18.900 km de ferrocarrils electrificats.
Des de 1997, la velocitat del tren s'ha augmentat significativament sis vegades. La velocitat màxima dels trens ràpids va augmentar de 120 km a 200 km per hora, i els trens de passatgers poden arribar a una velocitat màxima de 350 km per hora en alguns trams de les vies de ferrocarril.
El març de 2013, el Ministeri de Ferrocarrils es va dissoldre i les seves tasques de seguretat i regulació van ser assumides pel Ministeri de Transports, les tasques d'inspecció de l' Administració Estatal de Ferrocarrils i la construcció i gestió de la Corporació Ferroviària de la Xina (CR).
El 2020, China Railway va anunciar plans per ampliar la xarxa ferroviària en un 33% o uns 95.000 km, amb l'objectiu de connectar totes les ciutats amb una població de més de 200.000 habitants per ferrocarril, i totes amb una població de més de 500.000 habitants per ferrocarril d'alta velocitat abans del 2035. Al juliol de 2020, el 95% de les ciutats de més d'1 milió ja estaven connectades per ferrocarril d'alta velocitat.

## Administració ferroviària

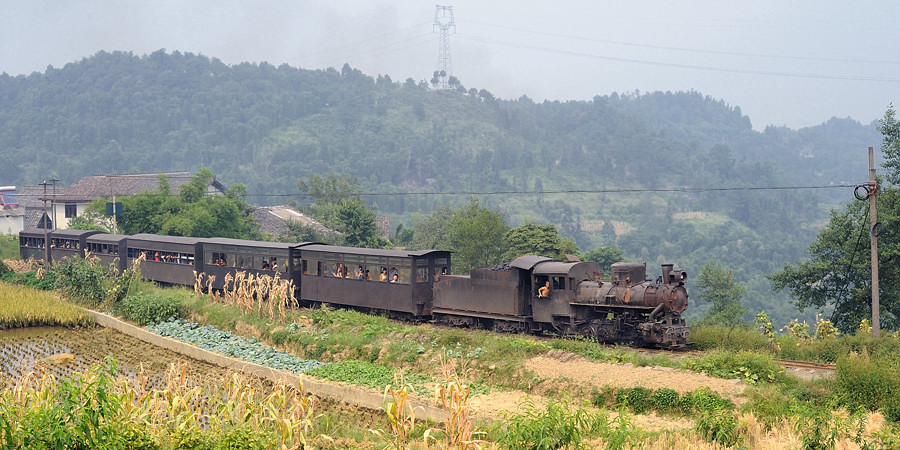
El Jiayang Coal Railway, a la província de Sichuan, és l'únic tren de vapor en funcionament, utilitzat majoritàriament per a turistes.

Els ferrocarrils a la Xina es defineixen en tres categories legals principals: ferrocarrils nacionals, ferrocarrils locals i ferrocarrils designats. Els ferrocarrils nacionals són gestionats pel Consell d'Estat del govern nacional i representen la major part dels ferrocarrils a la Xina. Els ferrocarrils locals, que són operats pels governs provincials o municipals, sumen només 40.000 km el 2013, menys del 4% del total nacional. Els ferrocarrils designats són operats per empreses com ara mines i fàbriques d'acer. Des de la dècada de 1980, els governs nacionals i locals han finançat conjuntament la construcció de ferrocarrils, de vegades utilitzant capital privat. Les línies de ferrocarril privades són molt minoritàries.

## Xarxa ferroviària

Mapa dels ferrocarrils a la Xina, amb línies ferroviàries d'alta velocitat mostrades en color

A partir del 2019, la longitud dels ferrocarrils a la Xina era de 139.000 km, el 59% d'aquest de doble via i el 71,9% electrificat. L'electrificació ferroviària es fa amb la CA 27,5kV 50 Sistema Hz.
La Xina té la segona xarxa ferroviària més llarga del món i la xarxa ferroviària d'alta velocitat més llarga.

### Ample de via
- Via estàndard (1.435 mm): 79.685 km
- Via mètrica (1.000 mm): 466 km
- Via estreta (750 mm): 3.600 km

### Línies principals
La xarxa ferroviària de la Xina té setze corredors ferroviaris principals formats per vuit que van de nord a sud, anomenats verticals i vuit d'est a oest, anomenats horitzontals. Aquestes connecten 81 ciutats principals. Les 16 línies principals es van designar el gener de 2001, tot i que una part d'aquestes encara no s'havia construït. En aquell moment, les línies principals existents representaven el 43% dels ferrocarrils del país, però transportaven el 80% dels passatgers. L'última de les línies principals verticals es va completar el 2009 i l'última línia horitzontal es va obrir el 2010.
| Vuit verticals 1. Ferrocarril de Beijing–Harbin 2. Corredor de la Costa del Est 3. Ferrocarril de Beijing–Shanghai 4. Ferrocarril de Beijing–Kowloon 5. Ferrocarril de Beijing–Guangzhou 6. Corredor de Datong–Zhanjiang (Datong–Puzhou, Taiyuan–Jiaozuo, Luoyang–Zhanjiang) 7. Corredor de Baotou–Liuzhou (Baotou–Shenmu, Shenmu–Yan'an, Xi'an–Yan'an, Xi'an–Ankang, Xiangyang–Chongqing, Sichuan–Guizhou, Guizhou–Guangxi) 8. Corredor de Lanzhou–Kunming (Longhai, Baoji–Chengdu, Chengdu–Kunming) | Vuit Horitzontals 1. Beijing–Tibet (Beijing–Baotou, Baotou–Lanzhou, Lanzhou–Qinghai, Qinghai–Tibet) 2. Corredor del carbó del Nord 3. Corredor del carbó del Sud 4. Corredor Trans-Eurasia (Longhai, Lanzhou–Xinjiang, Northern Xinjiang) 5. Ferrocarril de Nanjing–Xi'an 6. Corredor de Yangtze River(Nanjing–Tongling, Tongling–Jiujiang, Wuhan–Jiujiang, Changjiangbu-Jingzhou, Yichang–Wanzhou, Dazhou–Wanzhou) 7. Ferrocarril de Shanghai–Kunming 8. Corredor del Sud-Oest (Nanning–Kunming, Hunan–Guangxi, Litang–Zhanjiang) |

### Línies d'alta velocitat

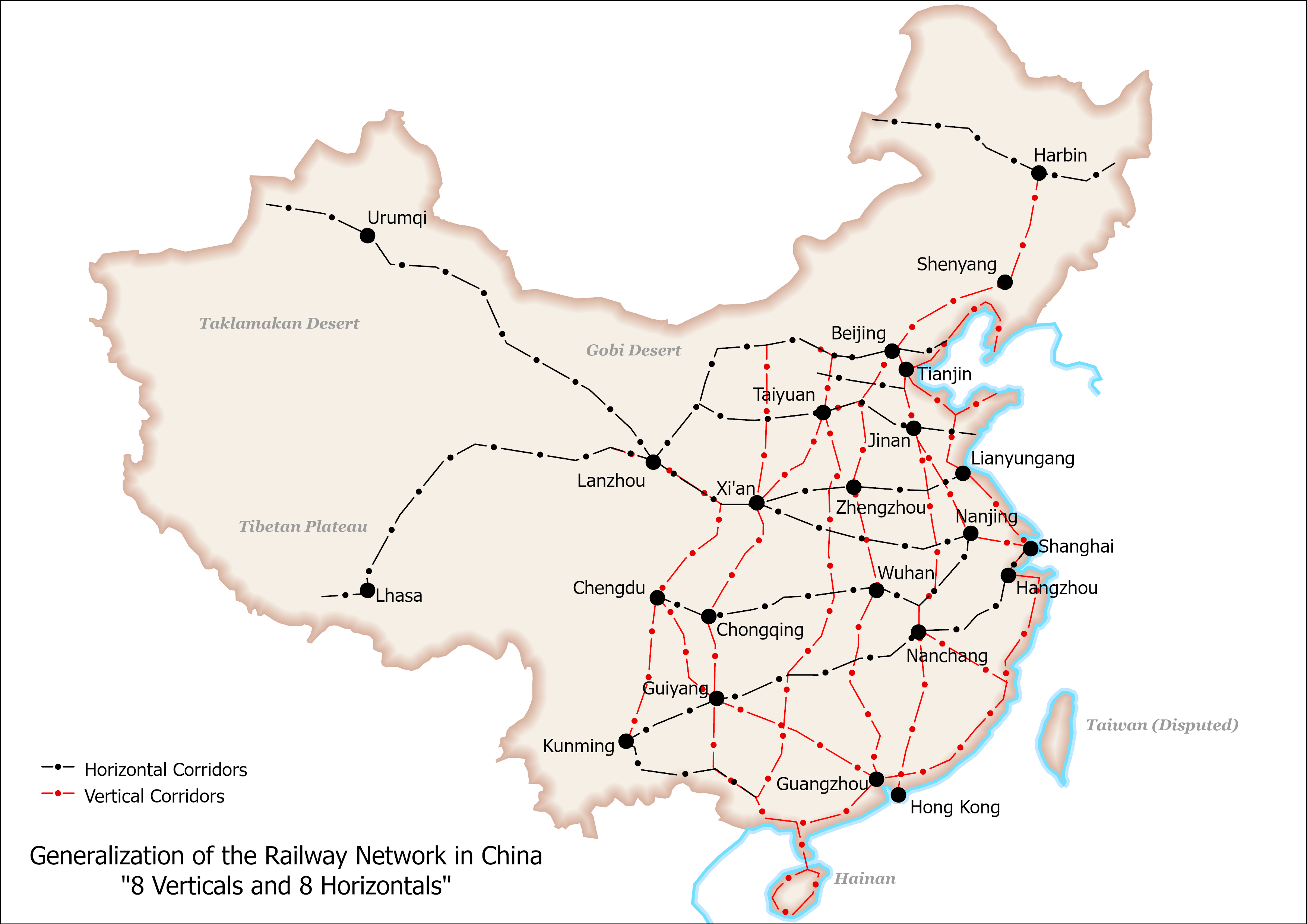
Les 8 línies principals horitzontals i 8 verticals del ferrocarril xinès

En l'última dècada, la Xina ha estat construint una àmplia xarxa ferroviària d'alta velocitat que es superposa a la xarxa ferroviària existent. Aquesta quadrícula està formada per vuit corredors ferroviaris d'alta velocitat, quatre verticals i quatre horitzontals amb una longitud total de 12.000 km. La majoria de les noves línies segueixen les rutes de les línies troncals existents i només estan designades per a viatges de passatgers. Diversos trams de la xarxa nacional, especialment al llarg del corredor costaner sud-est, es van construir per enllaçar ciutats que no tenien connexions ferroviàries anteriors. Aquestes seccions combinen el transport de passatgers i mercaderies. Els trens d'alta velocitat en línies dedicades a passatgers generalment poden arribar a 300-350 km/h. A les línies AV d'ús mixt, el servei de trens de passatgers pot assolir velocitats màximes de 200 a 250 km/h.
     Línies completades      Línies completades parcialment.

#### Línies AV verticals
| Línia                                                     | Descripció de la ruta                                                    | DissenyatVelocitat(km/h) | Llargada(km) | ConstruccióData d'inici | Data d'obertura |            |
| --------------------------------------------------------- | ------------------------------------------------------------------------ | ------------------------ | ------------ | ----------------------- | --------------- | ---------- |
| Pequín-Harbin(AV(Ferrocarril d'alta velocitat) de Jingha) | Corredor AV del nord-est de la Xina                                      | 350                      | 1700         | 23-08-2007              | 22-01-2021      |            |
| Pequín-Shenyang(AV de Jingshen)                           | AV de Pequín a Shenyang passant per Chengde, Fuxin i Chaoyang            | 350                      | 684          | 28-02-2014              | 2021-01-22      | 22-01-2021 |
| Harbin-Dalian(AV d'Hada)                                  | AV des de Harbin fins a Dalian passant per Shenyang i Changchun          | 350                      | 904          | 23-08-2007              | 01-12-2012      |            |
| Panjin-Yingkou(AV de Panying)                             | Connecta Yingkou a Harbin–Dalian AV amb Panjin a Qinhuangdao-Shenyang AV | 350                      | 89           | 31-05-2009              | 12-09-2013      |            |

| Línia                        | Descripció de la ruta                                                      | Dissenyat Velocitat (km/h) | Llargada (km) | Construcció Data d'inici | Data d'obertura |
| ---------------------------- | -------------------------------------------------------------------------- | -------------------------- | ------------- | ------------------------ | --------------- |
| Pequín-Xangai (AV de Jinghu) | Corredor AV de la Xina Oriental                                            | 350                        | 1433          | 08-01-2008               | 16-10-2012      |
| Pequín-Xangai (AV de Jinghu) | AV de Pequín a Xangai passant per Tianjin, Jinan, Xuzhou, Bengbu i Nanjing | 350                        | 1302          | 18-04-2008               | 30-06-2011      |
| Hefei-Bengbu (AV de Hebeng)  | Estimula Jinghu AV de Bengbu a Hefei                                       | 350                        | 131           | 08-01-2008               | 16-10-2012      |

| Línia | Descripció de la ruta                                                                                           | Dissenyat Velocitat (km/h) | Llargada (km) | Construcció Data d'inici | Data d'obertura       |
| --- | --- | -------------------------- | ------------- | ------------------------ | --------------------- |
| Pequín-Guangzhou-Shenzhen-Hong Kong (AV de Jingguangshengang)                                                                 | Corredor AV que connecta el nord amb el centre sud de la Xina                                                   | 200- 350                   | 2229          | 01-09-2005               | 23-09-2018            |
| Pequín-Shijiazhuang (AV de Jingshi)                                                                                           | AV de Pequín a Shijiazhuang                                                                                     | 350                        | 281           | 08-10-2008               | 26-12-2012            |
| Shijiazhuang-Wuhan (AV de Shiwu)                                                                                              | AV de Shijiazhuang a Zhengzhou                                                                                  | 350                        | 838           | 15-10-2008               | 26-12-2012            |
| Shijiazhuang-Wuhan (AV de Shiwu)                                                                                              | AV de Zhengzhou a Wuhan                                                                                         | 350                        | 838           | 15-10-2008               | 28-09-2012            |
| Wuhan-Guangzhou (AV de Wuguang)                                                                                               | AV de Wuhan a Guangzhou passant per Changsha                                                                    | 350                        | 968           | 01-09-2005               | 26-12-2009 30-01-2010 |
| Guangzhou-Shenzhen (LG(Llarga distància) de Guangshengang)                                                                    | Secció continental de l'Express Rail Link des de Guangzhou fins a la frontera de Hong Kong passant per Shenzhen | 350                        | 116           | 20-08-2008               | 26-12-2011 2014       |
| A través de la frontera Xina-Hong Kong dins de Hong Kong, amb les vies i la infraestructura sota la jurisdicció de Hong Kong: | |                            |               |                          |                       |
| Shenzhen-Hong Kong (LG de Guangshengang)                                                                                      | Secció de Hong Kong de l'enllaç ferroviari exprés. AV des de la frontera de Shenzhen fins a Hong Kong.          | 200                        | 26            | 2010                     | 23-09-2018            |

| Línia                                       | Descripció de la ruta | Dissenyat Velocitat (km/h) | Llargada (km) | Construcció Data d'inici | Data d'obertura |
| ------------------------------------------- | --- | -------------------------- | ------------- | ------------------------ | --------------- |
| Hangzhou-Fuzhou-Shenzhen (AV de Hangfushen) | Corredor AV de Hangzhou a Shenzhen, amb plans per a un pont ferroviari a través de la badia de Hangzhou per al 2020.                                     | 250- 350                   | 1450          | 01-08-2005               | 28-12-2013      |
| Hangzhou-Ningbo                             | AV de Hangzhou a Ningbo | 350                        | 152           | 2009-04                  | 01-07-2013      |
| Ningbo-Taizhou-Wenzhou                      | Línia AV mixta de passatgers i mercaderies al llarg de la costa de la província de Zhejiang des de Ningbo fins a Wenzhou passant per Taizhou.            | 250                        | 268           | 27-10-2005               | 28-09-2009      |
| Wenzhou-Fuzhou                              | Línia AV mixta de passatgers i mercaderies de Wenzhou a Fuzhou.                                                                                          | 250                        | 298           | 08-01-2005               | 28-09-2009      |
| Fuzhou-Xiamen                               | Línia AV mixta de passatgers i mercaderies al llarg de la costa de la província de Fujian des de Fuzhou fins a Xiamen passant per Putian i Quanzhou.     | 250                        | 275           | 01-10-2005               | 26-04-2010      |
| Xiamen-Shenzhen                             | Línia AV mixta de passatgers i mercaderies al llarg de la costa de Fujian i Guangdong des de Xiamen a Shenzhen passant per Zhangzhou, Shantou i Huizhou. | 250                        | 502           | 23-11-2007               | 28-12-2013      |

#### Línies AV horitzontals
| Línia                                             | Descripció de la ruta                                                                                            | DissenyatVelocitat(km/h) | Llargada(km) | ConstruccióData d'inici | Data d'obertura |
| ------------------------------------------------- | --- | ------------------------ | ------------ | ----------------------- | --------------- |
| Qingdao-Taiyuan (AV de Qingtai)                   | Corredor AV al nord de la Xina que consta de tres segments que connecten Taiyuan, Shijiazhuang, Jinan i Qingdao. | 250                      | 873          | 01-06-2005              | 26-12-2018      |
| Jiao'ao (Qingdao)–Jinan (AV de Jiaoji)            | AV que connecta Qingdao i Jinan                                                                                  | 250                      | 364          | 28-01-2007              | 26-12-2018      |
| Jinan-Shijiazhuang (AV de Shijiazhuang-Jinan)     | AV que connecta Shijiazhuang i Jinan a través de Dezhou                                                          | 250                      | 319          | esperat 2013            | 28-12-2017      |
| Shijiazhuang-Taiyuan (AV de Shijiazhuang-Taiyuan) | AV que connecta Shijiazhuang i Taiyuan.                                                                          | 250                      | 190          | 2005-06-11              | 01-04-2009      |

| Línia                                    | Descripció de la ruta | DissenyatVelocitat(km/h) | Llargada(km) | ConstruccióData d'inici | Data d'obertura |
| ---------------------------------------- | --- | ------------------------ | ------------ | ----------------------- | --------------- |
| Xuzhou-Lanzhou (AV de Xulan)             | Corredor HSR a través de la vall del riu Groc de la Xina central, format per quatre segments que connecten Xuzhou, Zhengzhou, Xian, Baoji i Lanzhou. | 350                      | 1363         | 01-06-2005              | 2021-02-08      |
| Xuzhou-Zhengzhou(AV de Zhengzhou-Xuzhou) | HSR que connecta Xuzhou i Zhengzhou | 350                      | 357          | 26-12-2012              | 10-09-2016      |
| Zhengzhou-Xi'an(AV de Zhengzhou-Xi'an)   | HSR connectant Zhengzhou i Xian | 350                      | 455          | 01-09-2005              | 06-02-2010      |
| Xi'an-Baoji (AV de Xi'an–Baoji)          | HSR connectant Xi'an i Baoji | 350                      | 148          | 22-11-2009              | 28-12-2013      |
| Baoji-Lanzhou (AV de Baoji-Lanzhou)      | HSR connectant Baoji i Lanzhou | 350                      | 403          | 2012-10                 | 09-07-2017      |

| Línia                        | Descripció de la ruta | DissenyatVelocitat(km/h) | Llargada(km) | ConstruccióData d'inici | Data d'obertura |
| ---------------------------- | --- | ------------------------ | ------------ | ----------------------- | --------------- |
|                              | Corredor AV a través de la vall del Yangtze, format per una línia de ferrocarril interurbana i 7 segments AV d'ús mixt que connecten Nanjing, Hefei, Wuhan, Yichang, Lichuan, Chongqing, Suining i Chengdu. | 200- 350                 | 2078         | 01-12-2003              | 28-12-2013      |

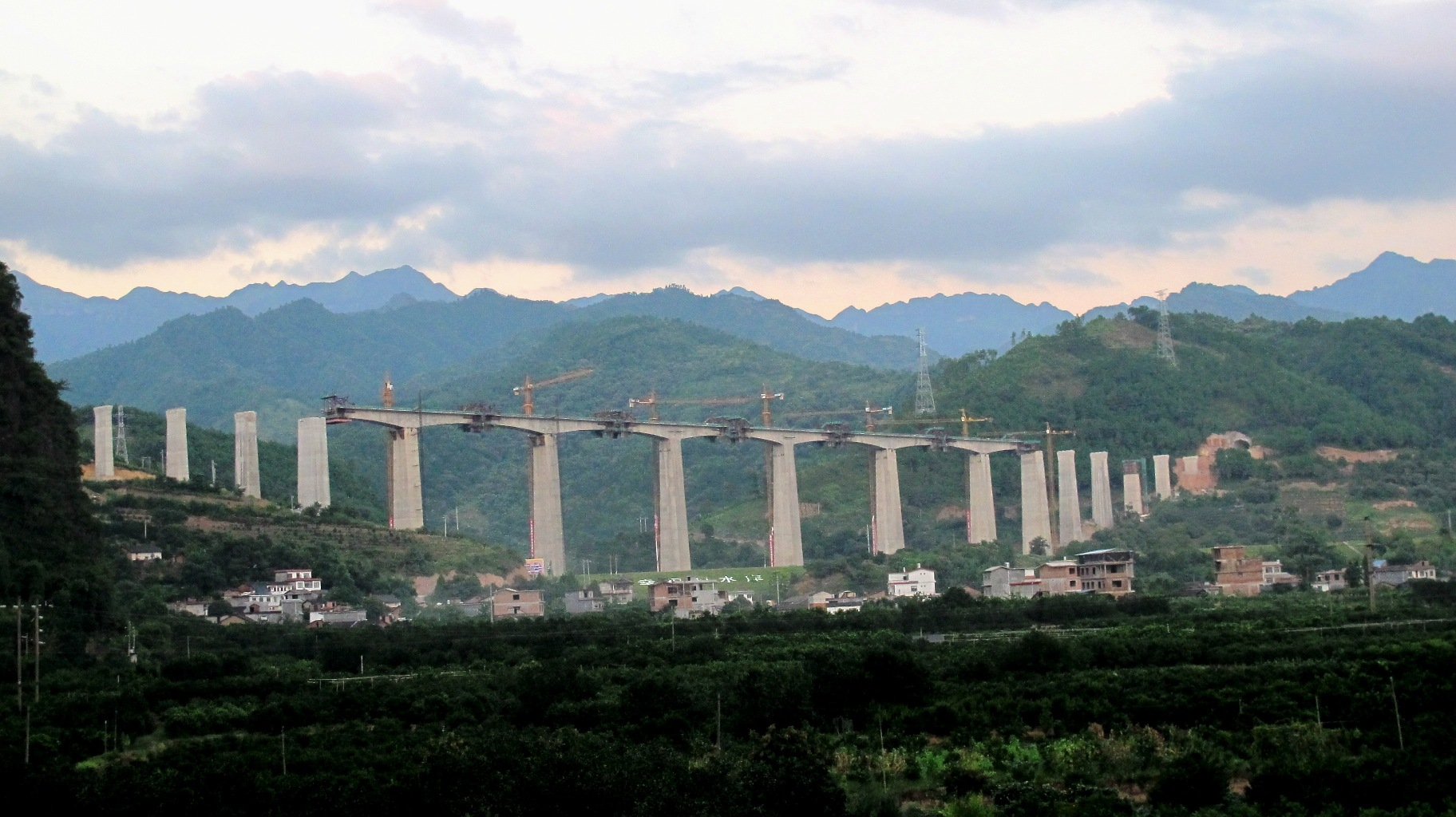
El ferrocarril d'alta velocitat Guiyang-Guangzhou en construcció a Yangshuo, Guangxi l'agost de 2013.

| Xangai-Nanjing               | AV que connecta Xangai i Nanjing | 350                      | 301          | 01-07-2008              | 01-07-2010      |
| Nanjing-Hefei                | AV mixt de passatgers i mercaderies que connecta Nanjing i Hefei | 250                      | 166          | 2005-06-11              | 19-04-2008      |
| Hefei-Wuhan                  | AV mixt de passatgers i mercaderies que connecta Hefei i Wuhan | 250                      | 351          | 01-08-2005              | 01-04-2009      |
| Hankou (Wuhan) – Yichang     | AV mixt de passatgers i mercaderies que connecta Wuhan i Yichang | 200                      | 293          | 17-09-2008              | 01-07-2012      |
| Yichang-Wanzhou              | AV mixt de passatgers i mercaderies que connecta Yichang i Lichuan | 200                      | 377          | 01-12-2003              | 23-12-2010      |
| Lichuan-Chongqing            | AV mixt de passatgers i mercaderies que connecta Lichuan i Chongqing | 200                      | 264          | 29-12-2008              | 28-12-2013      |
| Chongqing-Suining (Suiyu RR) | AV mixt de passatgers i mercaderies que connecta Chongqing i Suining | 200                      | 132          | 18-01-2009              | 31-12-2012      |
| Dazhou-Chengdu               | AV mixt de passatgers i mercaderies que connecta Suining i Chengdu. | 200                      | 148          | 2005-05                 | 30-06-2009      |

| Línia                                       | Descripció de la ruta | DissenyatVelocitat(km/h) | Llargada(km) | ConstruccióData d'inici | Data d'obertura |
| ------------------------------------------- | --- | ------------------------ | ------------ | ----------------------- | --------------- |
| (AV de Hukun)                               | Corredor AV que connecta l'est, el centre i el sud-oest de la Xina. Consta de tres seccions que connecten Xangai, Hangzhou, Changsha i Kunming. | 350                      | 2066         | 28-12-2008              | 28-12-2016      |
| Xangai-Hangzhou (AV de Xangai-Hangzhou)     | AV que connecta Xangai i Hangzhou. | 350                      | 150          | 26-02-2009              | 26-10-2010      |
| Hangzhou-Changsha (AV de Hangzhou-Changsha) | AV connectant Hangzhou i Changsha. | 350                      | 926          | 22-12-2009              | 10-12-2014      |
| Changsha-Kunming (AV de Changsha-Kunming)   | AV connectant Changsha i Kunming | 350                      | 1175         | 26-03-2010              | 28-12-2016      |

### Estacions
Les estacions de ferrocarril de la Xina es classifiquen en sis classes: especials, primera, segona, tercera, quarta i cinquena. Una estació de classe especial és capaç de gestionar almenys 60.000 passatgers i 20.000 peces d'equipatge, carregar almenys 750 vagons de mercaderies o gestionar almenys 6.500 vagons per dia. Una estació de primera classe és capaç de gestionar almenys 15.000 passatgers i 1.500 peces d'equipatge, carregar 350 vagons o gestionar 3.000 vagons per dia. Una estació de segona classe és capaç de gestionar almenys 5.000 passatgers i 500 peces d'equipatge, carregar 200 vagons o gestionar 1.500 vagons per dia.

### Ponts

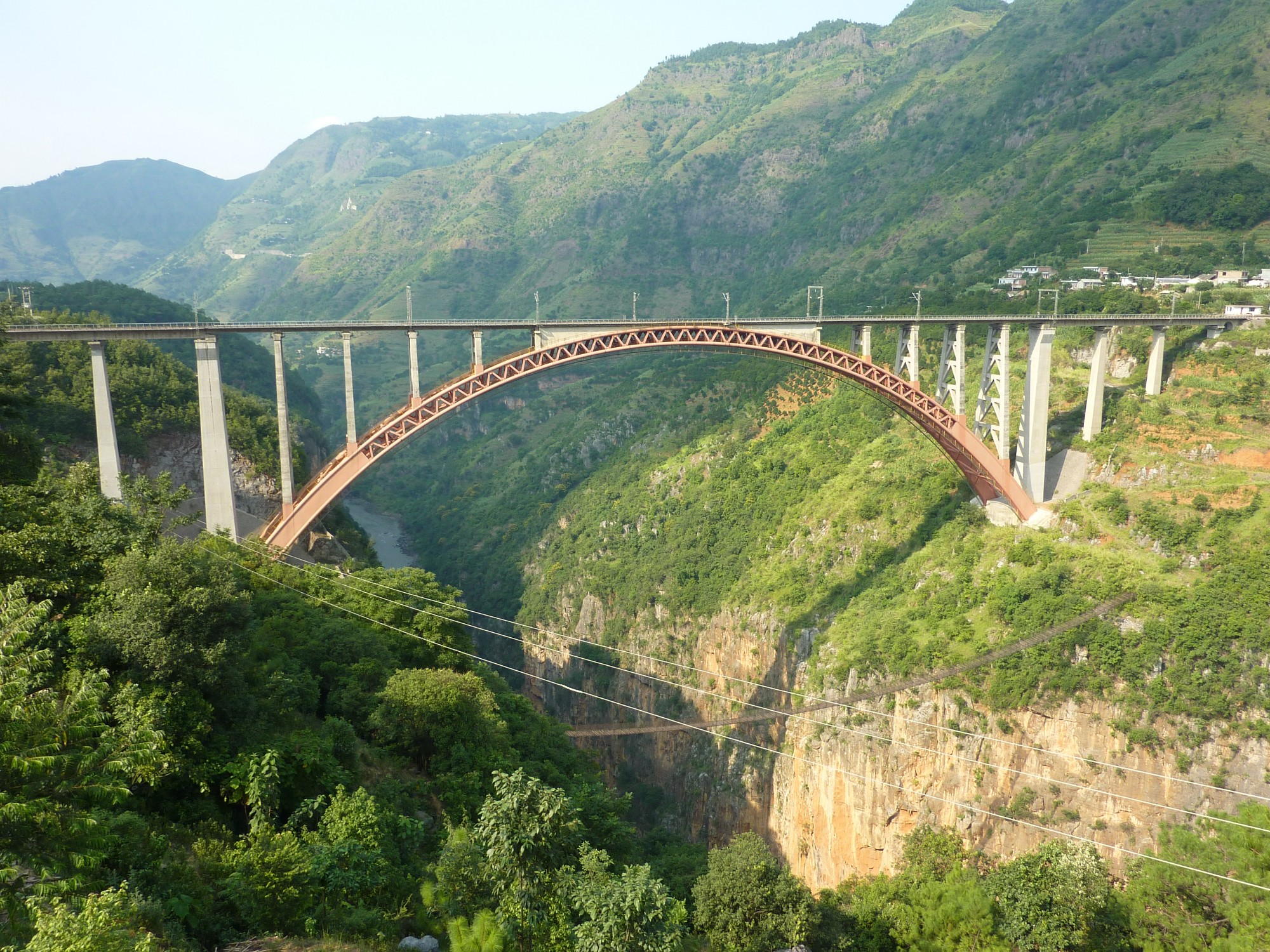
El pont del riu Beipan al ferrocarril Liupanshui–Baiguo a la província de Guizhou, al sud-oest de la Xina, va ser el pont ferroviari més alt del món des del 2001 fins al 2016. La coberta del pont es troba a 275 m per sobre del riu Beipan en un congost profund.

La xarxa ferroviària a través de la diversa topografia de la Xina fa un ús extensiu de ponts i túnels. En els darrers anys, els avenços en les tècniques de construcció de ponts i túnels han permès als constructors de ferrocarrils xinesos reduir la longitud total de la via i augmentar la velocitat dels trens a les línies ferroviàries a través de terrenys accidentats. El ferrocarril de Yichang-Wanzhou, construït entre el 2003 i el 2010 a través del paisatge càrstic entre Wuhan i Chongqing, té 159 túnels i 253 ponts, que representen el 74% de la longitud total del ferrocarril. Les línies ferroviàries d'alta velocitat es construeixen sovint sobre vies elevades per reduir la necessitat d'adquirir terrenys i implicar ponts molt llargs. El ferrocarril d'alta velocitat Beijing-Xangai té tres dels ponts ferroviaris més llargs del món amb una longitud de 164,8 km, 113,7 km i 48,15 km respectivament .
El 2008, hi havia 47.524 ponts ferroviaris en ús a la Xina continental (excloent Hong Kong i Taiwan).

### Túnels

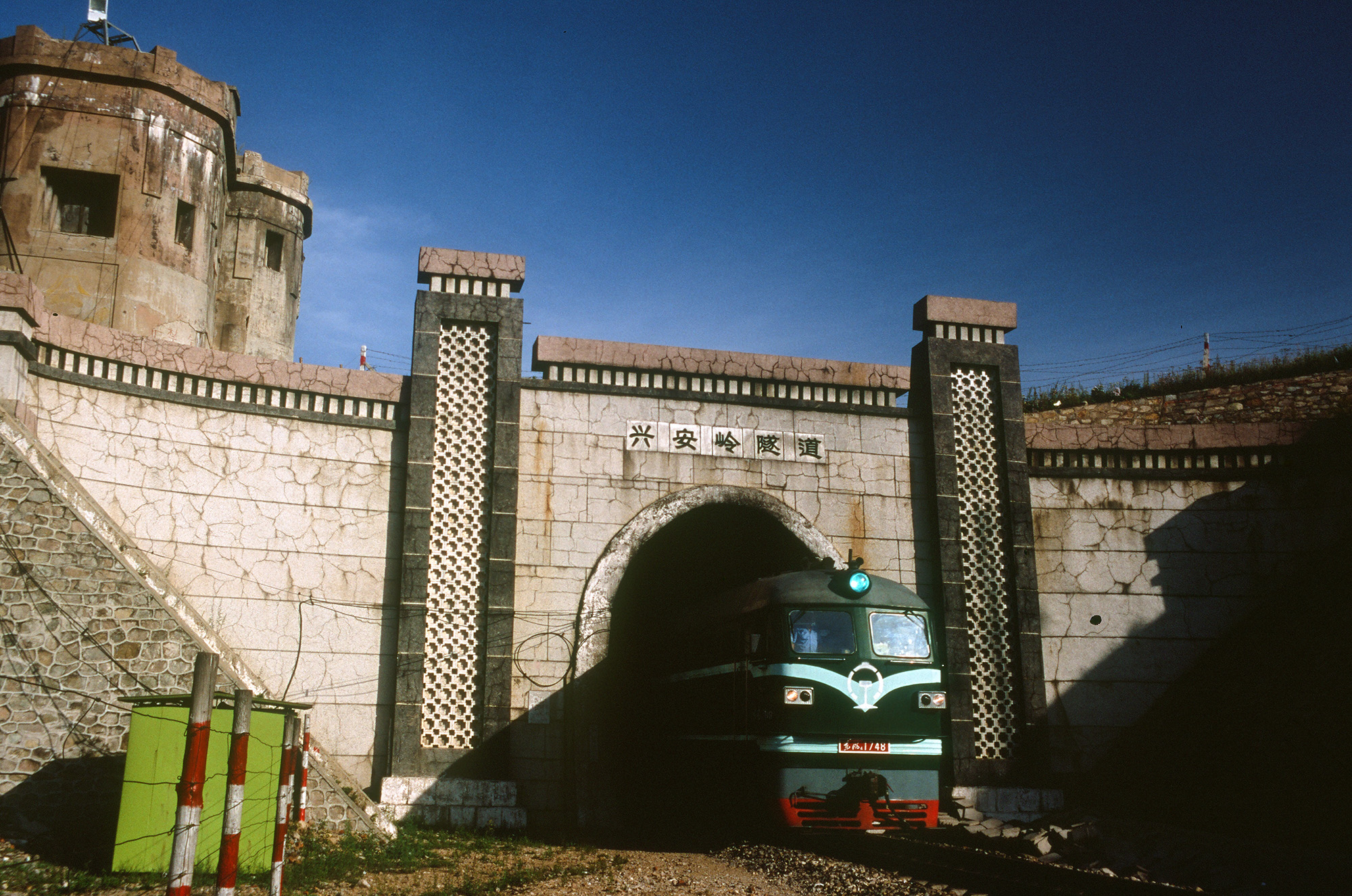
El túnel Greater Khingan Ridge al ferrocarril Harbin-Manzhouli, construït el 1904.

A partir del 2008, hi havia 6.102 túnels ferroviaris en ús a la Xina continental (excloent Hong Kong i Taiwan), inclosos 183 de més 3 km i set de més 10 km de longitud. El primer túnel de ferrocarril va ser construït l'any 1888 per la dinastia Qing a Taiwan. El túnel ferroviari més antic del continent és el Greater Khingan Rail Ridge de 3.077 m construït el 1904 al ferrocarril oriental xinès a l'actual Mongòlia Interior. El túnel més llarg de la Xina és el túnel de Taihangshan de 27.848 m del ferrocarril d'alta velocitat Shijiazhuang-Taiyuan al nord de la Xina i pròximament n'hi hauràn de més llargs

## Tren d'alta velocitat

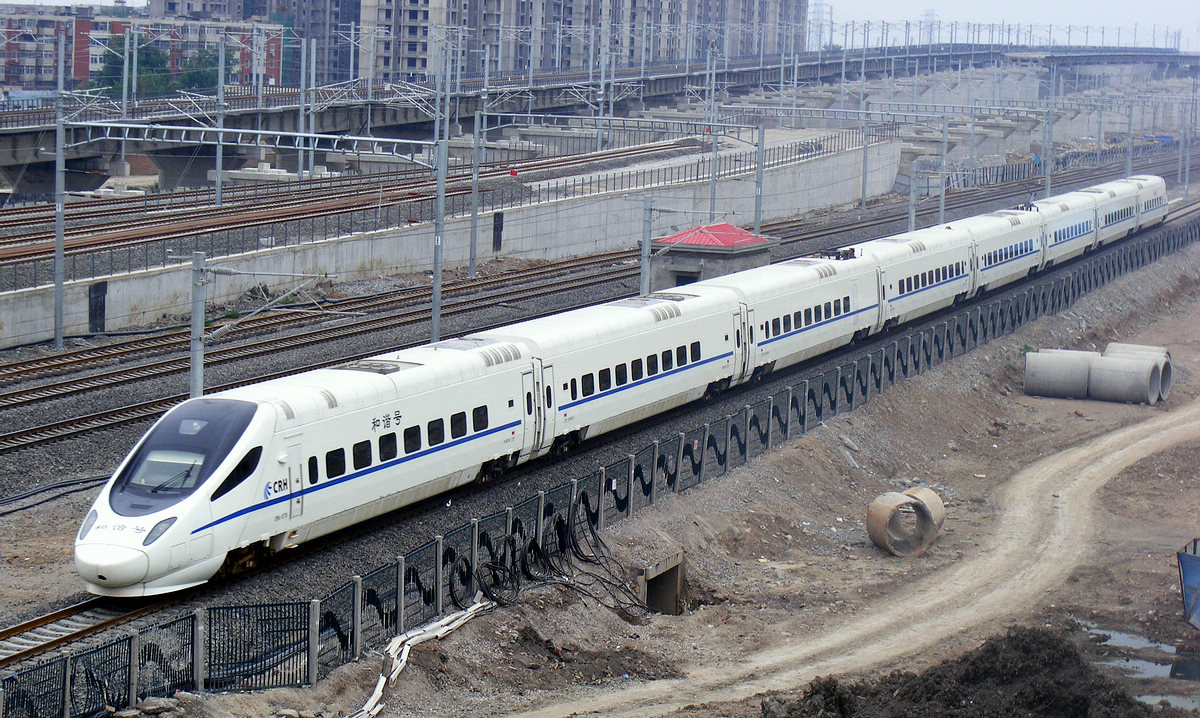
Un tren d'alta velocitat CRH5 al ferrocarril Beijing-Xangai

El ferrocarril d'alta velocitat a la Xina fa referència a qualsevol servei de tren (generalment només de passatgers) amb velocitats mitjanes de tren superiors als 200 quilòmetres per hora (120 mph). El servei d'alta velocitat als conjunts de trens d'alta velocitat del ferrocarril de la Xina (CRH) es va presentar oficialment el 2007. Aquests trens circulen per línies convencionals actualitzades, així com per via d'alta velocitat dedicada als passatgers que pot permetre velocitats de fins a 350 km/h .
En la dècada anterior a la introducció del ferrocarril d'alta velocitat, la velocitat de viatge dels trens convencionals es va augmentar a la majoria de les línies principals. El 2007, la velocitat màxima dels trens de passatgers va arribar als 200 km/h a línies principals com el ferrocarril Jinghu, el ferrocarril Jingha i el ferrocarril Jingguang. El límit de velocitat del transport de mercaderies de transport pesat també es va augmentar a 120 km/h. Algunes de les línies dedicades a passatgers d'alta velocitat de nova construcció, com ara el ferrocarril interurbà Beijing-Tianjin i el ferrocarril d'alta velocitat Wuhan-Guangzhou, tenien velocitats màximes de 350 km/h tot i que la velocitat màxima dels trens es va reduir a 300 km/h el 2011.
Abans de l'adopció de vies convencionals per al ferrocarril d'alta velocitat, les autoritats de planificació també van experimentar amb la tecnologia maglev. El tren Maglev de Xangai construït el 2004 segueix sent el tren més ràpid del país amb velocitats màximes de 431 km/h. El tren fa els 30,5 km viatge des de l'aeroport de Pudong a la ciutat en menys de 7,5 minuts.

## Transport de passatgers

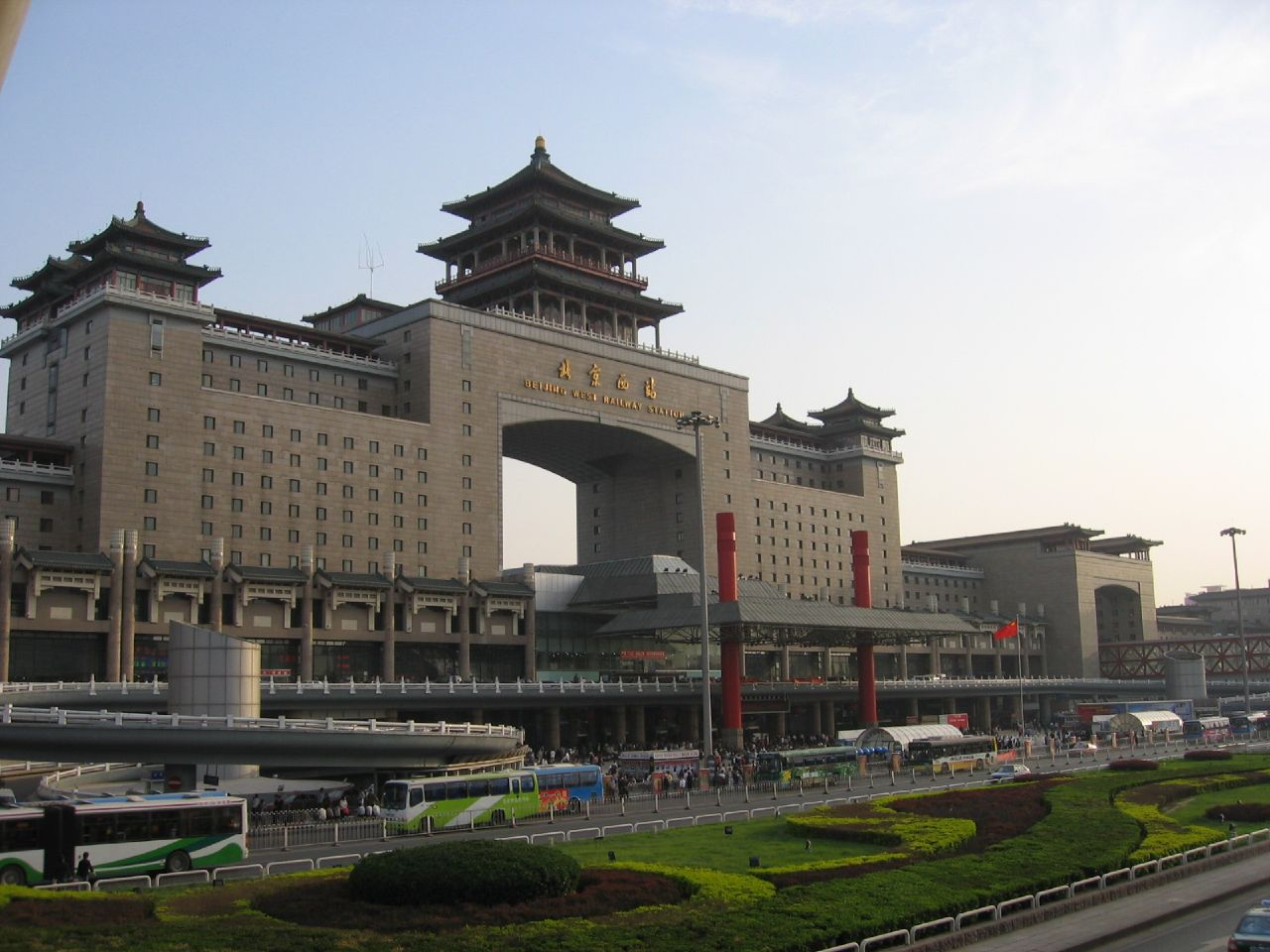
L'estació de ferrocarril de Beijing West, inaugurada el 1996, és una de les estacions de ferrocarril més grans d'Àsia. L'estació gestiona una mitjana de 150.000 a 180.000 passatgers per dia.

El ferrocarril és un dels principals mitjans de transport de passatgers a la Xina. El 2014, els ferrocarrils van oferir 2.357 milions de viatges de passatgers i van generar 1.160.480 milions de passatgers-km, en comparació amb els 1.456 milions de viatges i els 772.800 milions de passatgers-km el 2008. El fort augment del nombre de viatges en tren està impulsat pel ràpid creixement del servei ferroviari d'alta velocitat.
La distància mitjana del viatge va disminuir lleugerament des dels 530 km fins als 503 km, que demostra que el viatge en tren s'utilitza principalment per a viatges de llarga distància. Això contrasta molt amb països com Alemanya, on la mitjana de viatges en tren només és d'uns 40 km de llargada. La diferència es pot explicar per la quasi absència dels sistemes tradicionals de ferrocarril de rodalies (baix cost, servei freqüent, parades freqüents) a la Xina; l'incipient ferrocarril de rodalies de Pequín potser és el seu únic exemplar al país. Tanmateix, des de l'any 2005 s'han obert una sèrie de ferrocarrils interurbans d'alta velocitat, i molts més estan en construcció; poden atraure una proporció creixent de viatges de curta distància.

### Classes de servei
Els trens de passatgers s'identifiquen per la seva classe de servei (normalment s'indica amb el prefix de lletres per als trens més ràpids) seguit de tres o quatre números que indiquen l'oficina i la regió d'operació.
Els trens que comencen per G, C i D són gestionats per CRH EMU i formen la xarxa d'alta velocitat a la Xina, mentre que altres trens són trens convencionals.
Els serveis regulars que s'aturen a totes les estacions es mantenen majoritàriament limitats a zones remotes sense serveis d'alta velocitat, incloses moltes regions de minories ètniques, i estan fortament subvencionats.
| Classe | Classe                    | Descripció |
| ------ | ------------------------- | --- |
| G      | Alta velocitat            | Servei d'alta velocitat de llarga distància. Velocitat màxima 350 km/h. |
| G      | Gāo sù高速                | Servei d'alta velocitat de llarga distància. Velocitat màxima 350 km/h. |
| D      | Unitat Elèctrica Múltiple | Servei de llarga distància amb UEM. Velocitat màxima 250 km/h. |
| D      | Dòng chē zǔ动车组         | Servei de llarga distància amb UEM. Velocitat màxima 250 km/h. |
| C      | Interurbana               | Servei Regional Interurbà. Velocitat màxima 200km/h. |
| C      | Chéng jì城际              | Servei Regional Interurbà. Velocitat màxima 200km/h. |
| Z      | Exprés Directe            | Servei exprés directe entre dues ciutats amb poques o cap parades intervingudes; sovint trens nocturns. Velocitat màxima 160km/h.                                                 |
| Z      | Zhí dá tèkuài直达特快     | Servei exprés directe entre dues ciutats amb poques o cap parades intervingudes; sovint trens nocturns. Velocitat màxima 160km/h.                                                 |
| T      | Exprés                    | Servei de llarga distància amb parada només a les capitals de província, a nivell subprovincial i a les principals ciutats a nivell de prefectura. Velocitat màxima 140km/h.      |
| T      | Tè kuài特快               | Servei de llarga distància amb parada només a les capitals de província, a nivell subprovincial i a les principals ciutats a nivell de prefectura. Velocitat màxima 140km/h.      |
| K      | Ràpid                     | Parada del servei a les prefectures i ciutats de nivell superior. Velocitat màxima 120km/h.                                                                                       |
| K      | Kuài sù快速               | Parada del servei a les prefectures i ciutats de nivell superior. Velocitat màxima 120km/h.                                                                                       |
|        | Ràpid regular Pǔ kuài普快 | El servei regular s'atura a totes les ciutats de prefectura i de nivell superior i algunes ciutats a nivell de comtat. Velocitat màxima 120km/h.                                  |
|        | Regular Pǔ kè普客         | Servei regular aturat a totes les estacions de viatgers al llarg del recorregut. Velocitat màxima 100km/h.                                                                        |
| L      | Temporal                  | El servei de vacances addicional, especialment per als viatgers de l'Any Nou xinès, ofereix tres classes de servei de tren regular de passatgers, tren ràpid normal i tren ràpid. |
| L      | Lín kè临客                | El servei de vacances addicional, especialment per als viatgers de l'Any Nou xinès, ofereix tres classes de servei de tren regular de passatgers, tren ràpid normal i tren ràpid. |
| Y      | Turista                   | Servei d'estiu a destinacions turístiques. |
| Y      | Lǚ yóu旅游                | Servei d'estiu a destinacions turístiques. |

### Tipus de cotxes
El nou servei de trens d'alta velocitat (Classes G, C i D) que utilitzen unitats múltiples elèctriques tenen els següents tipus de cotxes:
- Els cotxes llit d'alta velocitat (WR), amb capacitat per a 40, disposen de 20 compartiments tancats amb dos llits cadascun. Alguns trens disposen de cotxes d'alta velocitat (WG) de luxe, amb capacitat per a 40 i vuit compartiments més espaiosos. En alguns trens nocturns de classe D es troben cotxes d'alta velocitat.
- Els cotxes de primera classe (ZY), amb capacitat per a 44-72, tenen seients parcialment reclinables i preses de corrent, hi ha quatre seients a cada fila.
- Els cotxes de classe empresarial (SW), amb capacitat per a 24-56, es troben en alguns trens d'alta velocitat com el CRH380A i el CRH380BL. Disposen de seients de sofà reclinables amb televisors de pantalla plana, preses de corrent i altres comoditats. Només disponible en trens G i alguns trens D.
- Els cotxes de segona classe (ZE), amb capacitat per a 83-101, tenen els seients més assequibles als trens d'alta velocitat, hi ha cinc seients a cada fila.

La majoria dels trens d'alta velocitat tenen cotxes menjador (CA). Alguns tenen cotxes turístics (ZYG, ZEG, SWG) que s'adjunten a la part davantera o a l'extrem del tren.
Els següents tipus de cotxes es troben als trens tradicionals:
- Cotxe amb llit flexible de luxe, amb capacitat per a 20-36, tenen compartiments de dues lliteres amb bany privat i televisió. La majoria de trens de llarga distància porten aquest vagó juntament amb vagons amb llit flexible.
- Els cotxes amb llit flexible (RW), amb capacitat per a 36 (50 en cotxes de dos pisos (SRW)), tenen compartiments tancats amb clau amb quatre llits per dormir. Les lliteres superiors es poden plegar per permetre seure a les lliteres inferiors.
- Els cotxes de llit simple (YW), amb capacitat per a 60-66 (76-80 en cotxes de dos pisos (SYW)), tenen 11 semicompartiments amb sis llits per dormir a cadascun. Dins de cada semicompartiment, els llits per dormir s'apilen tres a cada costat (inferior, mig i superior).
- Els cotxes de seient soft (RZ), amb capacitat per a 72-88 (108-110 en cotxes de dos pisos (SRZ)), tenen seients d'alta qualitat i més espai per a les cames i només estan disponibles en alguns trens de classe K, T i Y.
- Els vagons de seient simple (YZ), amb capacitat per a 116-128 (170-180 en cotxes de dos pisos (SYZ)), tenen seients esmorteïts però rígids i proporcionen l'opció de seient més bàsica en trens convencionals (classes K, T)., Z, L, regular ràpid, regular).

Els trens de llarga distància tenen vagons menjador (CA).

### Vacances
La demanda de bitllets augmenta dràsticament durant l'Any Nou xinès i les dues vacances de la Setmana daurada a principis de maig i octubre, ja que molts treballadors i estudiants migrants tornen a casa i els viatgers se'n van de vacances. Les Setmanes daurades són festes organitzades el Primer de Maig (1 de maig) i la Diada Nacional (1 d'octubre). L'Any Nou xinès també anomenat Festival de Primavera, segueix el calendari lunar i és al gener o febrer.
El període d'un mes abans, durant i després de l'Any Nou xinès es coneix com Chunyun o "transport de primavera" per als ferrocarrils de la Xina. Durant aquest període, el servei de trens augmenta per satisfer la demanda d'una de les migracions humanes anuals més grans del món. Com que el transport ferroviari és el mètode més barat per als viatgers de llarga distància a la Xina, el ferrocarril és el mètode de transport més important durant el període Chunyun. Per exemple, durant els 40 dies del període Chunyun de 2007, s'estima que 156 milions de passatgers van viatjar en tren, la qual cosa correspon a 3,9 milions de passatgers per dia, en comparació amb la mitjana global de 2,4 milions per dia. Per empitjorar encara més la situació, el trànsit està molt desequilibrat: abans de l'Any Nou xinès, els passatgers viatgen principalment des de les grans ciutats i després de les vacances, el trànsit s'inverteix.

## Transport de mercaderies

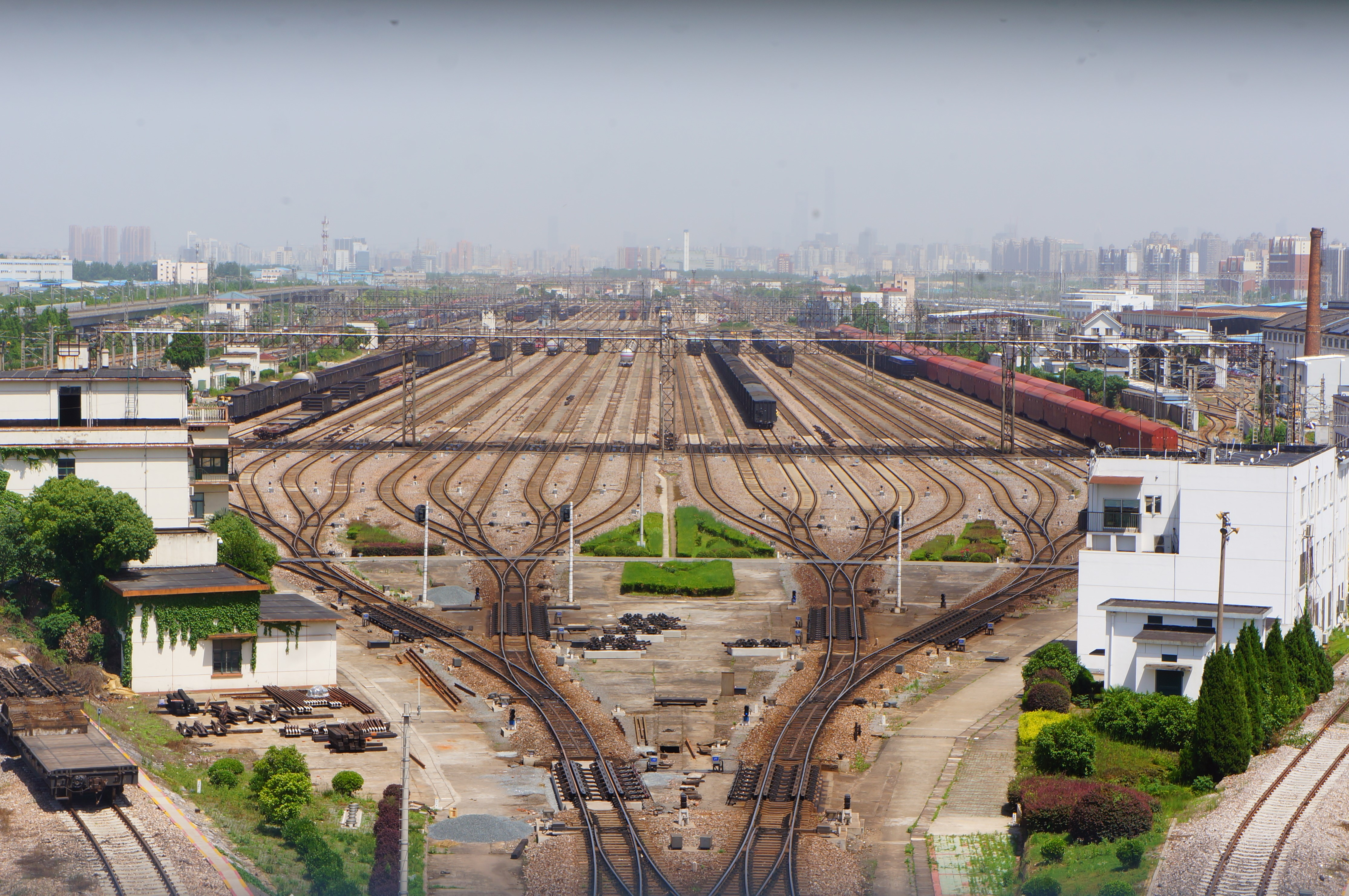
Pati de classificació de Nanxiang a Xangai

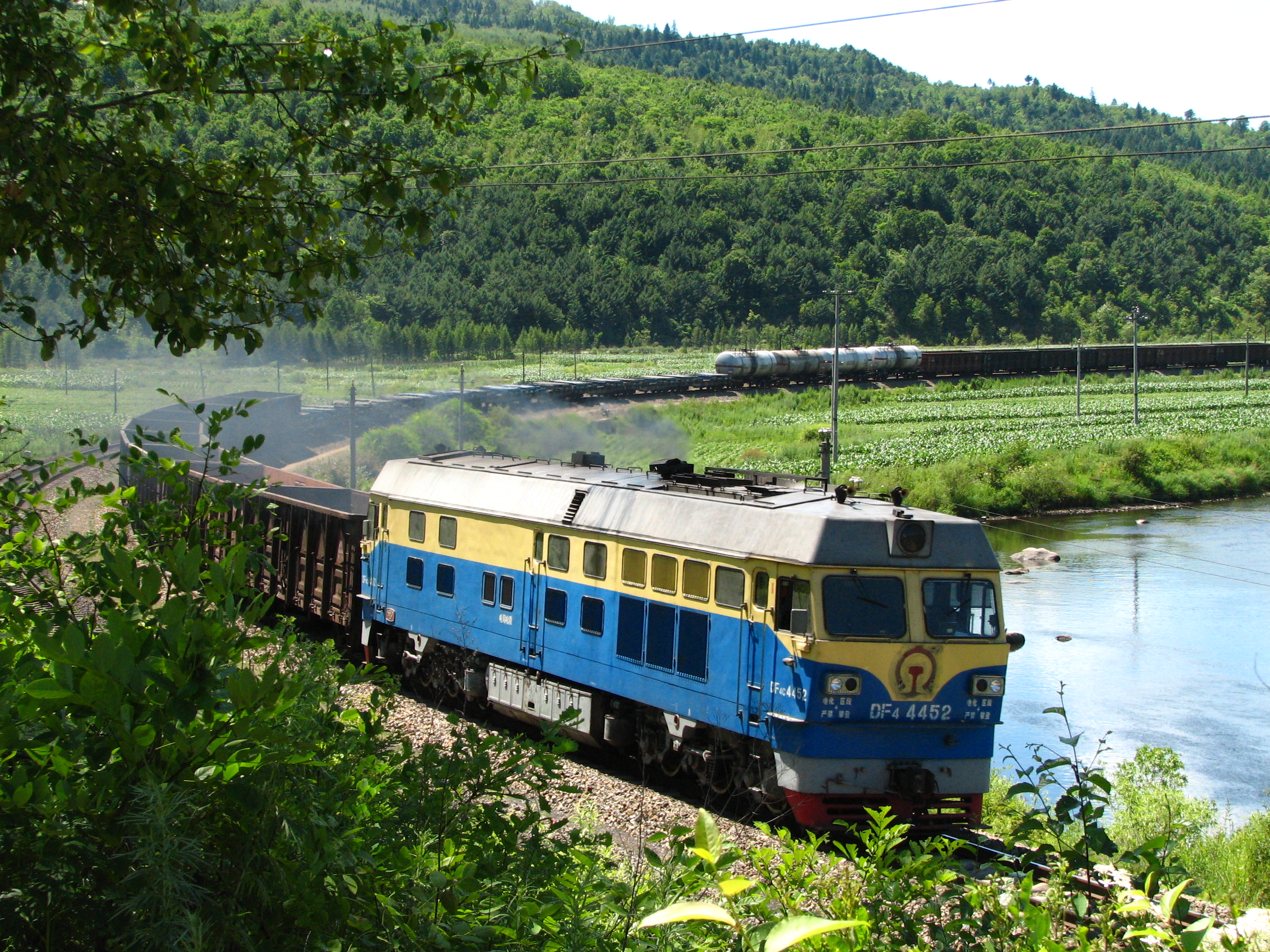
Tren de mercaderies al ferrocarril Suihua-Jiamusi a Yichun, província de Heilongjiang

Els trens de mercaderies a la Xina s'utilitzen principalment per enviar càrrega a granel. La càrrega important és el carbó, que representa més de la meitat del tonatge total de mercaderies per ferrocarril. El 2013, es van enviar 2.322 milions de tones de carbó en trens a la Xina, aproximadament el 58% del tonatge total de mercaderies per ferrocarril. Una altra cinquena part del transport de mercaderies per ferrocarril es va dedicar a minerals, que van ser de 851 milions de tones (21,5%) el 2013. Altres grans categories de mercaderies a granel inclouen cereals (110 milions de tones, 2,77% el 2013) i fertilitzants (87 milions de tones, 2,19% el 2013). La càrrega de contenidors constitueix una fracció petita però creixent facció del 5% del trànsit ferroviari total. Malgrat les impressionants estadístiques de passatgers, la modalitat de transport de mercaderies a la Xina és només del 8% però s'espera que la quota dels ferrocarrils augmenti a causa de les noves regulacions ambientals pel que fa a la contaminació de l'aire, que s'espera que obligui milions de camions fora de les carreteres.
Gairebé tot el transport ferroviari de mercaderies a la Xina s'utilitza per a l'enviament nacional. La càrrega ferroviària internacional va ascendir a 58 milions de tones el 2013, aproximadament l'1,46% del tonatge total de mercaderies. Els quatre ports d'entrada ferroviari més grans, Manzhouli, Suifenhe, Erenhot i Alashankou van representar 56 milions de tones o el 96,5% del total.
Les ciutats de l'interior xinès han obert rutes internacionals de mercaderies per ferrocarril per promoure el comerç. El 2011, Chongqing va començar el servei de mercaderies a Duisburg, Alemanya, passant per Kazakhstan, Rússia i Polònia. La ruta va reduir el temps d'enviament de cinc setmanes per mar a unes dues setmanes i costa un 80% menys que la càrrega aèria.

## Material mòbil

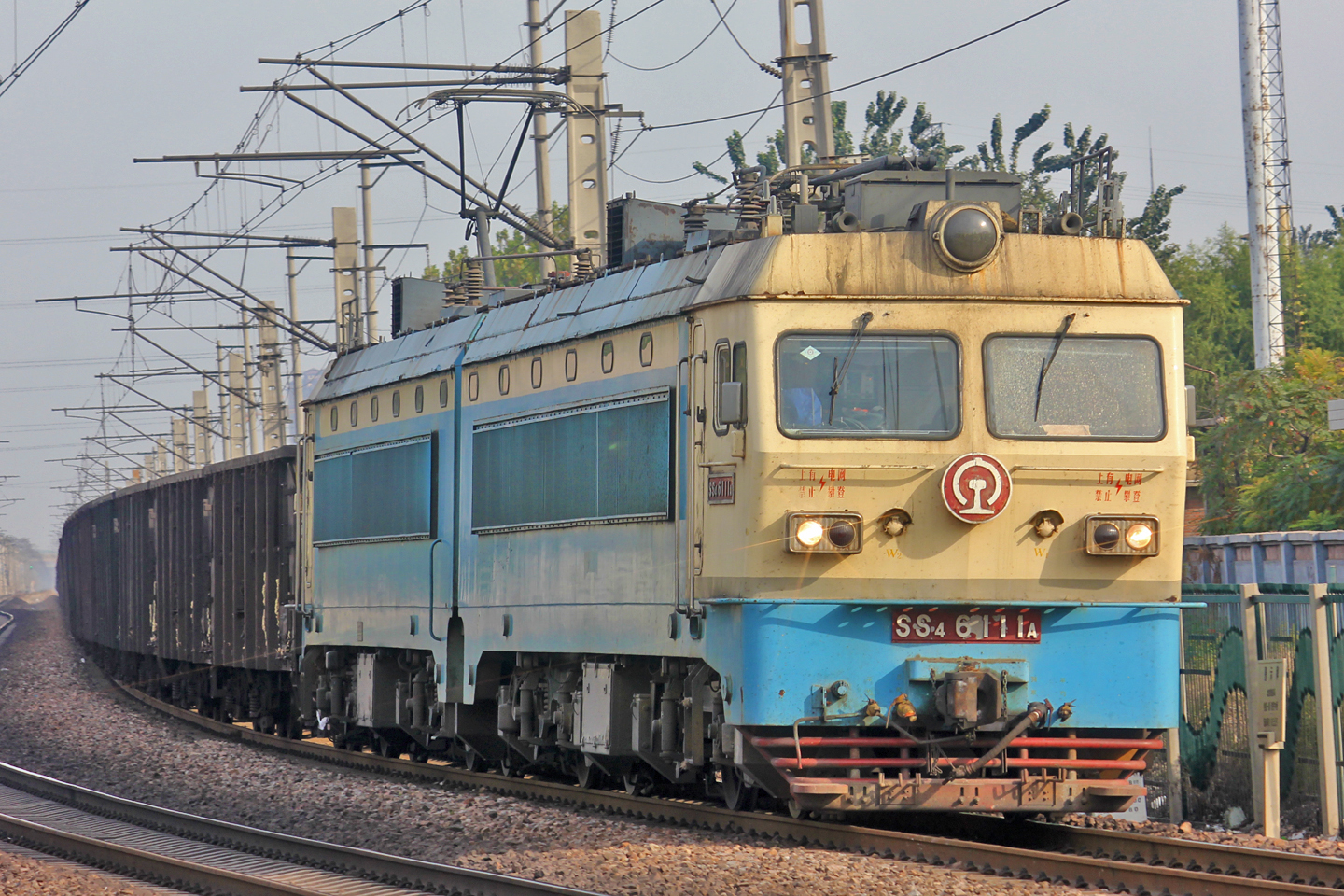
Una locomotora elèctrica SS4 tirant vagons de carbó al ferrocarril Shijiazhuang-Dezhou.

A partir del 2013, l'inventari ferroviari de la Xina incloïa 21.100 locomotores, un augment de 261 respecte a l'any anterior. Les locomotores elèctriques representaven el 55,0% del total, i les locomotores dièsel representaven gairebé tota la resta.
L'inventari dels últims temps incloïa unes 100 locomotores de vapor, però l'última locomotora d'aquest tipus, construïda l'any 1999, ara està en servei com a atracció turística, mentre que les altres s'han retirat del servei comercial.

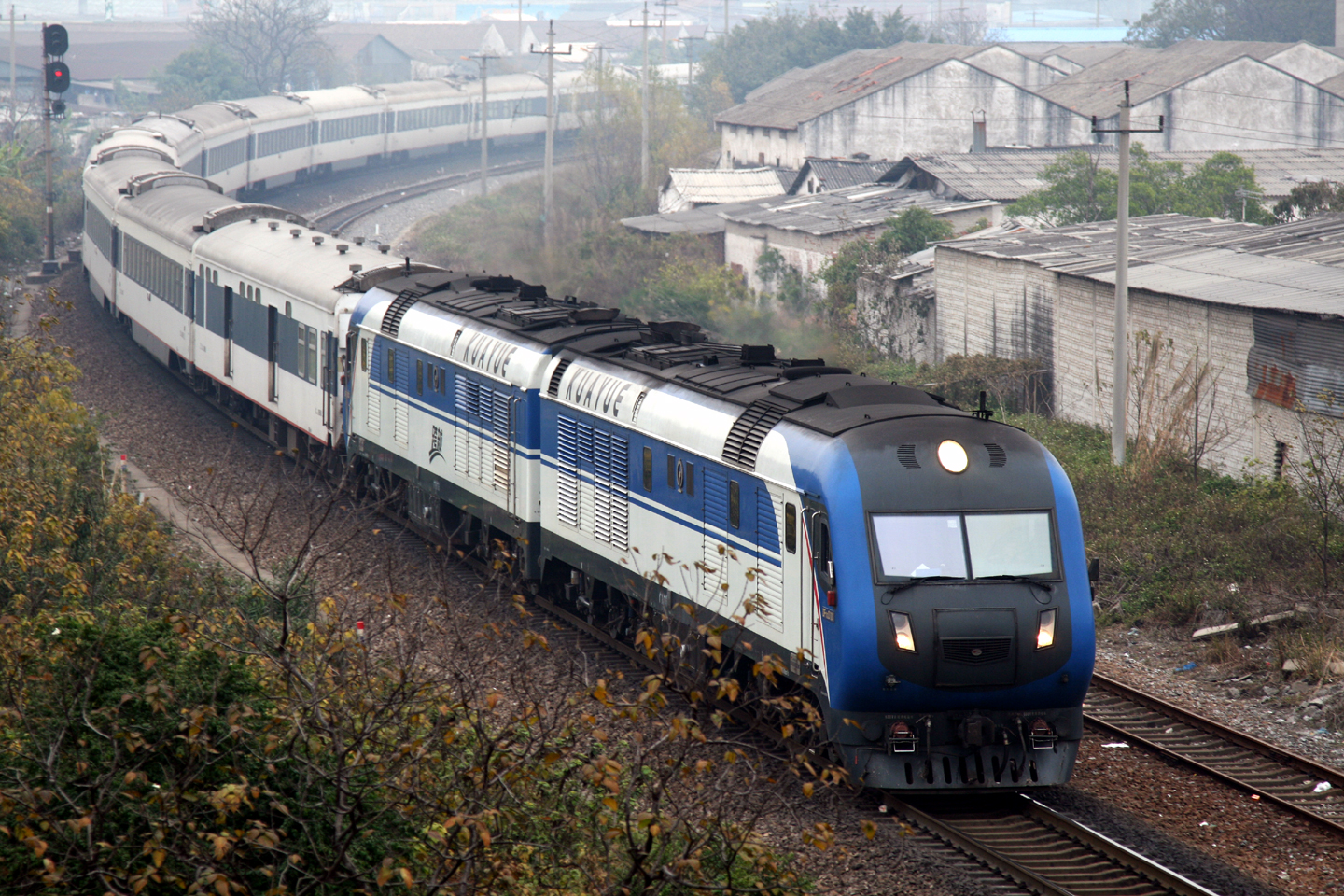
Una locomotora dièsel DF11G que tirava trens de passatgers al ferrocarril Guangzhou-Maoming als suburbis de Guangzhou el 2008.

Entre els tipus més comuns de locomotores xineses es troben la sèrie dièsel DF (Dongfeng o "East Wind"), la sèrie elèctrica SS (Shaoshan) i la sèrie HX (Hexie o "Harmony"). A la primera dècada del segle XXI, la Xina va començar a importar i produir locomotores elèctriques de transmissió de corrent altern; les més nombroses d'aquestes són les locomotores "Harmony" de la sèrie HXD per a càrrega de mercaderies. La majoria de trens moderns, per exemple per al servei d'alta velocitat del ferrocarril de la Xina, s'importen o es produeixen a la Xina mitjançant acords de transferència de tecnologia.
L'any 2013 hi havia 60.600 cotxes de passatgers, el 85,9% dels quals tenien aire condicionat. Les unitats elèctriques múltiples Harmony Express van totalitzar 1.411 conjunts i 13.696 cotxes. Els vagons de mercaderies van ascendir a 710.100. El 2011 hi havia 52.130 cotxes de passatgers i 622.284 vagons de mercaderies.

## Vincles internacionals
La Xina és membre de la Unió Internacional de Ferrocarrils (UIC), amb codi 33. Els ferrocarrils xinesos han adoptat i començat a implementar l'estàndard de comunicacions ferroviàries sense fil GSM-R. La Xina també és signataria de l'Acord de la Xarxa Ferroviària Transasiàtica per promoure la integració de les xarxes ferroviàries a Europa i Àsia.

### Enllaços actuals i passats
Els serveis internacionals de trens de passatgers estan disponibles a destinacions a:
- Kazakhstan, Mongòlia i Rússia: Aquests països en fan servir 1,520 mm, per tant els trens han de canviar d'ample.
- Hong Kong, Laos i Corea del Nord: Via d'ample estàndard
- Vietnam: La via utilitzada per a la connexió internacional entre els dos països utilitza dos tipus d'ample per a que els trens puguin fer tot el recorregut

#### Hong Kong
Els serveis de tren a Hong Kong acaben a l'estació de Hung Hom a Kowloon. Dins de Hong Kong, els serveis transfronterers utilitzen les vies de la línia del Ferrocarril del Est . Hi ha tres rutes de tren, la línia de Pequín (a/des de Pequín), la línia de Xangai (a/des de Xangai) i la línia de Guangdong (a/des de Zhaoqing i Guangzhou East).

#### Corea del Nord
Hi ha diversos passos ferroviaris al llarg de la frontera amb Corea del Nord a Dandong, Ji'an i Tumen amb línies regulars. També hi ha un servei de quatre trens setmanals des de Pequín a Pyongyang

#### Rússia
Hi ha tres passos ferroviaris de la Xina a Rússia que es troben al llarg de la secció oriental de la frontera entre els dos països.
1-Els encreuaments de Manzhouli i Suifenhe es troben als dos extrems del Ferrocarril Trans-Manxurià, que va ser una drecera per al Ferrocarril Transiberià construït pel nord-est de la Xina a principis del 1900. Per aquesta línia hi passen majoritàriament trens de mercaderies.
2-Suifenhe, al sud de la província de Heilongjiang, limita amb la ciutat de Pogranichny al Krai de Primorsky de l'Extrem Orient rus. Els trens de mercaderies de Harbin a Khabarovsk i Vladisvostok passen per Suifenhe. A partir de novembre de 2008, no hi havia servei de passatgers, però es podia viatjar per aquesta ruta amb transbordaments a Suifenhe, Grodekovo i Ussuriysk.

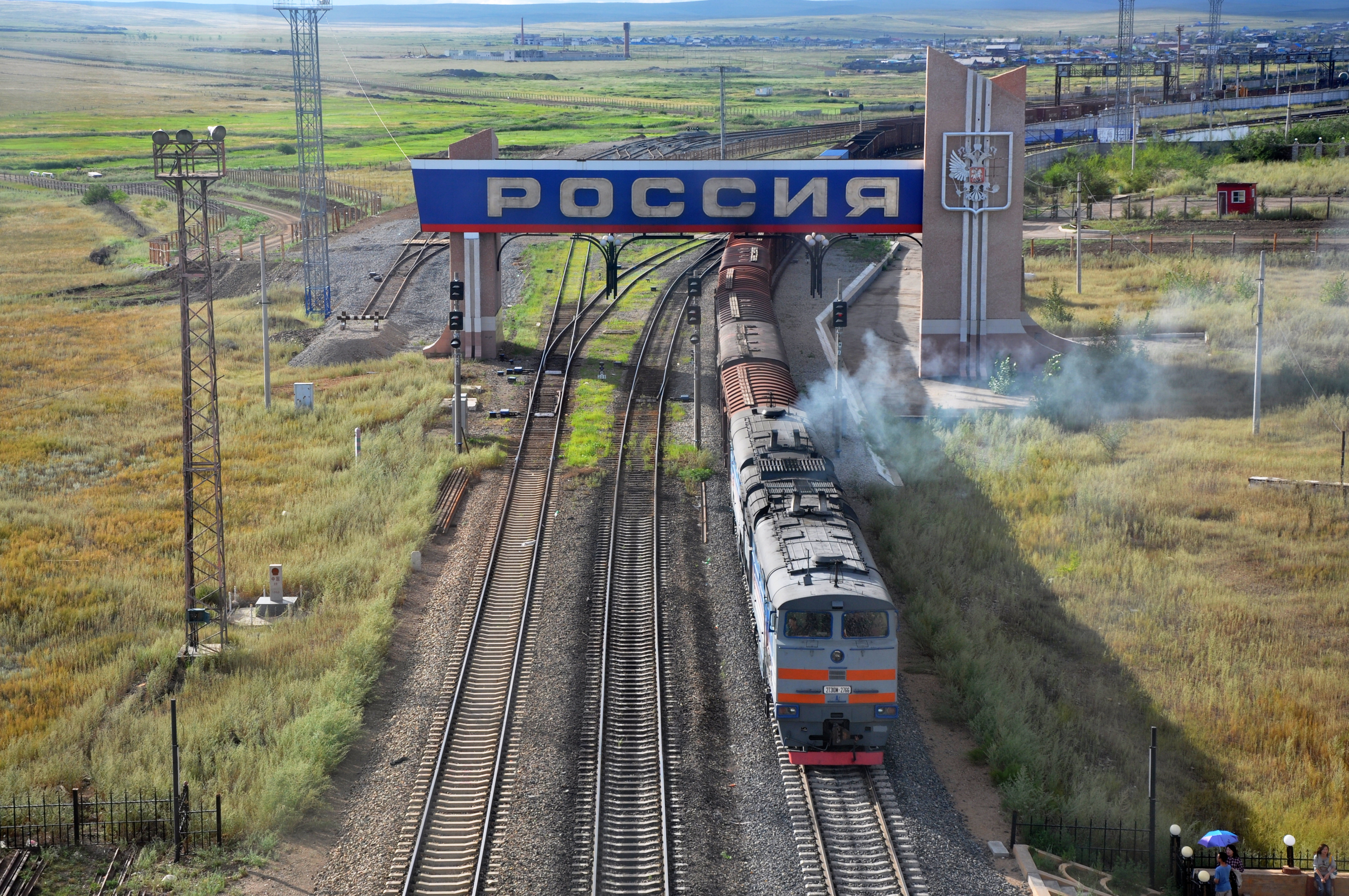
Un tren que surt de Rússia i entra a la Xina a Manzhouli

3-La tercera connexió ferroviària es troba més al sud a Hunchun, a l'est de la província de Jilin, limitant amb Kraskino, prop de l'extrem sud-oest del Primorsky Krai. L'estació del costat rus es troba a la línia fronterera Ussuriysk - Khasan - Corea del Nord, a uns 41 km de Khasan. Aquest pas fronterer va començar a funcionar el febrer de 2000. La línia es va anar tancant i reobrint varis cops durant el 2002 i el 2011. El pas fronterer es va reobrir, inicialment en mode de prova per a transportar mercaderies, el 2013.
Hi ha dos trens setmanals de passatgers en cada sentit entre Pequín i Moscou. Uns trens recorren 8.961 km per Harbin, Manzhouli i el Ferrocarril Transiberià. Uns altres fan un recorregut més curt de 7.622 km, a través de Mongòlia a través del ferrocarril transmongol. Tots dos viatges es troben entre els serveis de tren més llargs del món.

#### Kazakhstan
Hi ha dos passos ferroviaris a la frontera Xina-Kazakhstan, a Alashankou i Khorgas, tots dos situats a la part nord de la Regió Autònoma Uigur de Xinjiang. Són els únics punts de venda de ferrocarrils internacionals a l'oest de la Xina.
La connexió per Alashankou es va obrir el 1990 i té dos trens setmanals, un kazakh i un xinès.
La connexió per Khorgas es va obrir el desembre de 2012 i ofereix un servei més directe que la connexió anterior.

#### Vietnam

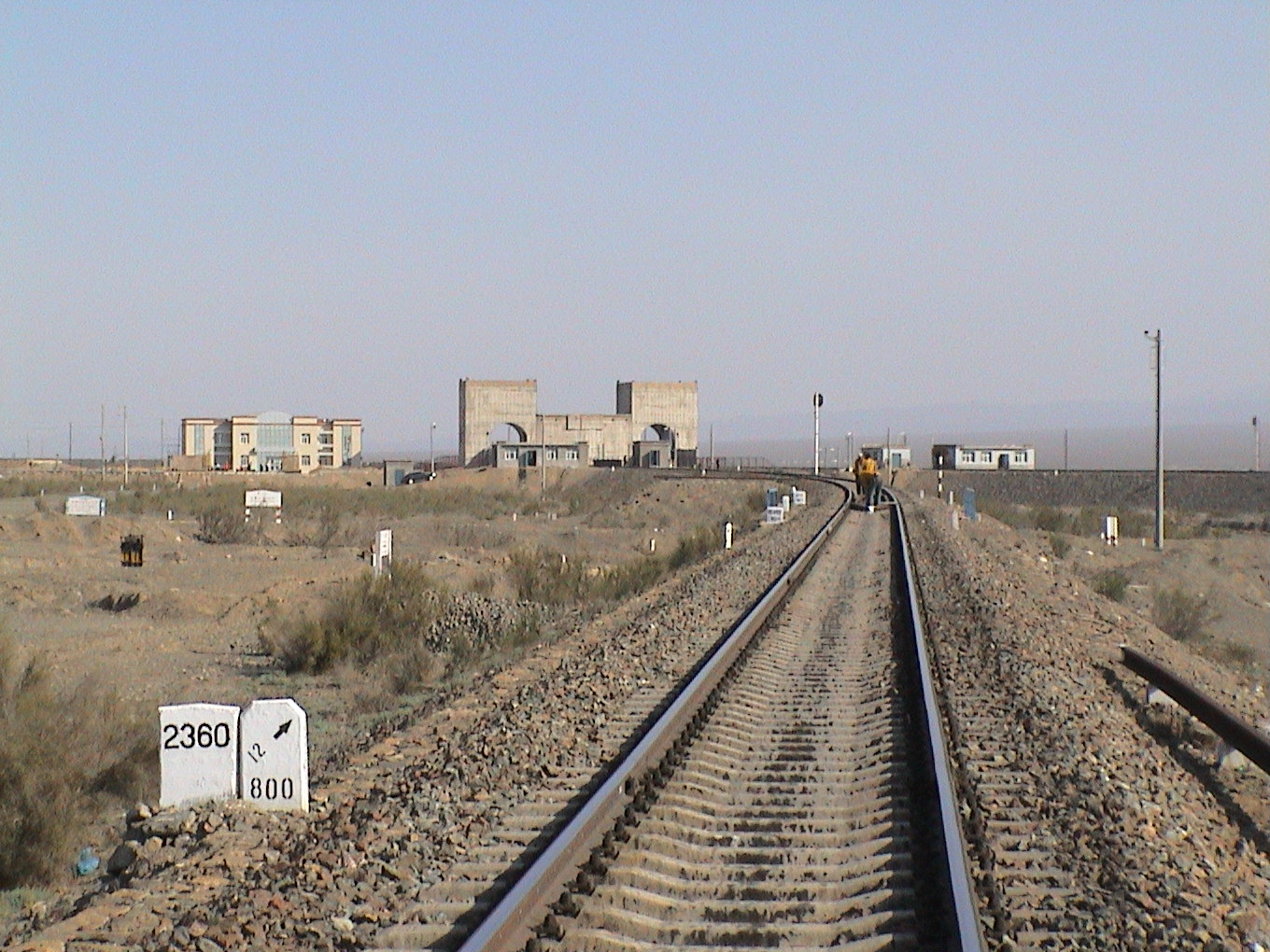
El punt més occidental del ferrocarril de Xinjiang del nord a la frontera amb Kazakhstan.

Hi ha dues connexions ferroviàries entre la Xina i Vietnam, al Pas de lAmistat i a Hekou .
Al pas de l'Amistat el ferrocarril Hunan–Guangxi connecta amb la línia Hanoi -Đồng Đăng de doble via. El pas, inaugurat el 1955, ha substituit l'antic pas d'Hekou com a enllaç ferroviari principal entre els dos països. Hi ha trens dues vegades per setmana de Pequín a Hanoi i tots dos travessen el pas de l'amistat. Els trens consisteixen en un típic exprés xinès d'estil T des de Pequín fins a Đồng Đăng.
A Hekou, el ferrocarril de via estreta Kunming–Hai Phong des de Kunming, a la província de Yunnan, creua a la província de Lao Cai del Vietnam. Aquesta línia, també coneguda com el ferrocarril Yunnan-Vietnam, va ser construïda per França entre 1904 i 1910, en un terreny accidentat. El servei transfronterer d'aquesta línia va cessar a finals de l'any 2000, però els trens de mercaderies han mantingut aquest pas en funcionament.

#### Laos
El ferrocarril que connecta Kunming amb la frontera amb Laos es va obrir el 3 de desembre de 2021, aquesta es connecta amb una altra línia que uneix la frontera amb la capital de Laos, Vientiane.

## Els viatges amb tren més llargs
Alguns dels viatges en tren més llargs del món a distància viatgen per la Xina. Trens Pequín-Moscou via Harbin (8984 km, 144 hores) i Ulan Bator (7826 km, 131 hores) són, respectivament, el segon i el tercer trens de passatgers amb programació regular més llargs del món. Només el tren Moscou- Vladivostok (9259 km, 178 hores) és més llarg. Dins de la Xina, els serveis de trens de passatgers més llargs són els Guangzhou - Lhasa (4980 km, 54 1/2 hores), el Xangai- Yining (4742 km, 55 2/3 hores), el Guangzhou- Ürümchi (4684 km, 49 hores i mitja) i el Harbin- Haikou (4458 km, 65 hores 3/4). A més, el viatge en tren més llarg a la Xina per temps és el de Changchun a Kunming, amb una durada de 68 hores.
El tren G/403/405 Beijing West - Kunming South (2760 km, 10 3/4 hores), es va convertir en el servei ferroviari d'alta velocitat més llarg del món.
El servei ferroviari de mercaderies més llarg del món va des de Yiwu, província de Zhejiang, a l'est de la Xina, fins a Madrid, Espanya, un viatge de 13.000 km durant tres setmanes.